# Salemer Münster

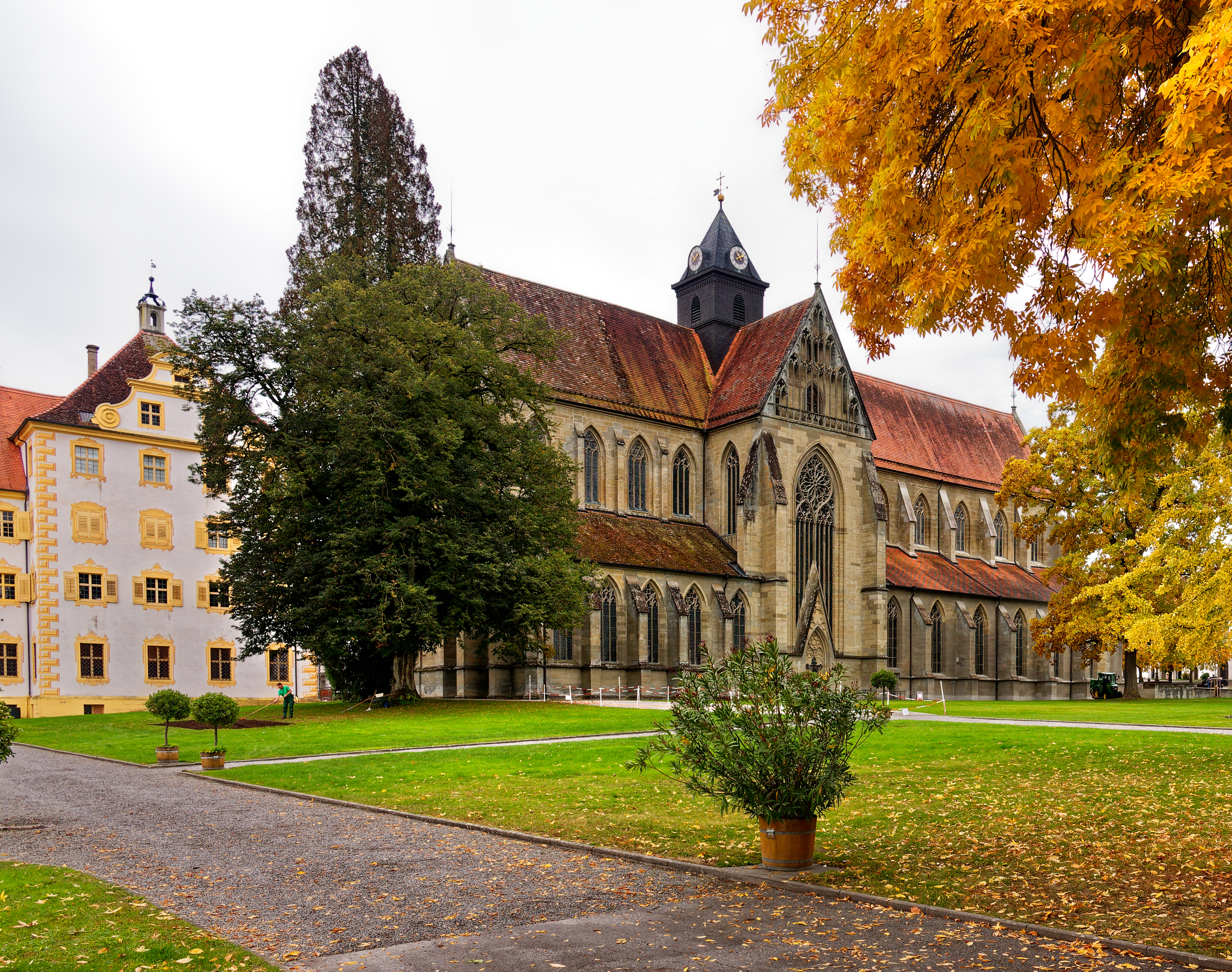
Salemer Münster, Nordfassade (2020)

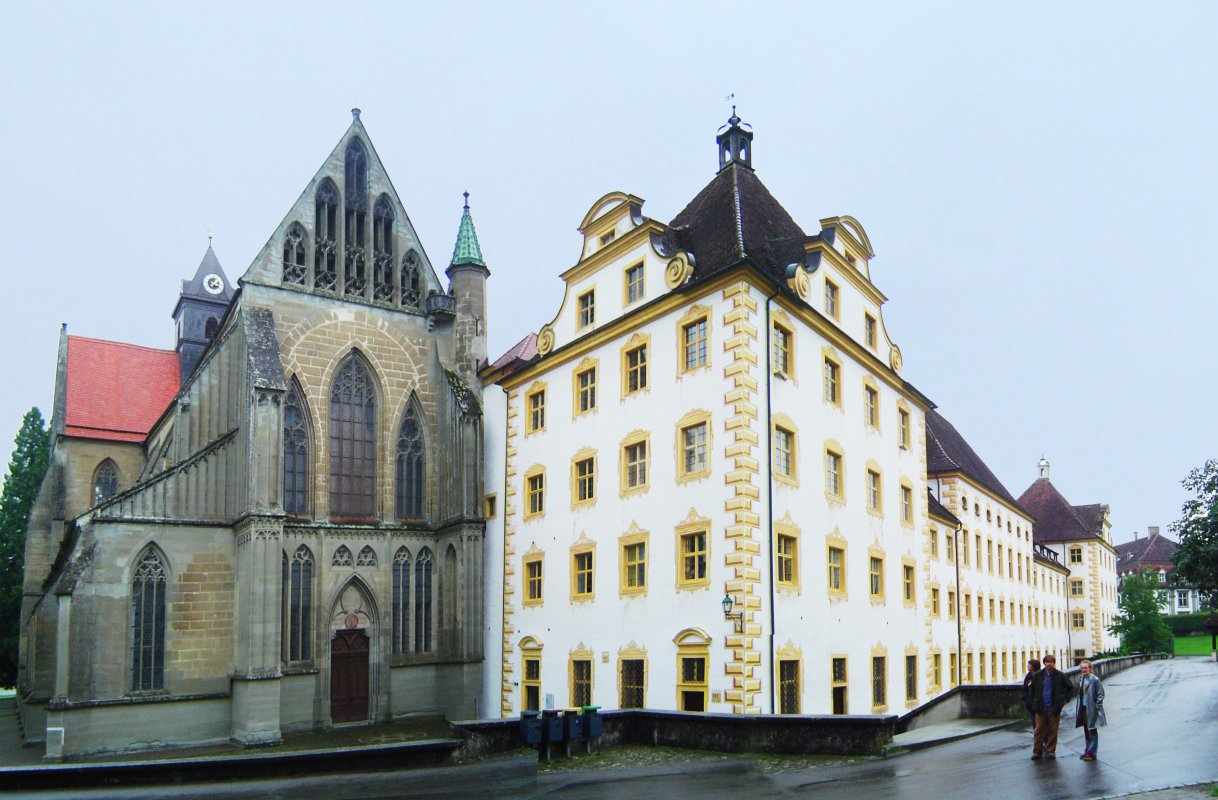
Münster und Klosterbau von Westen (2005)

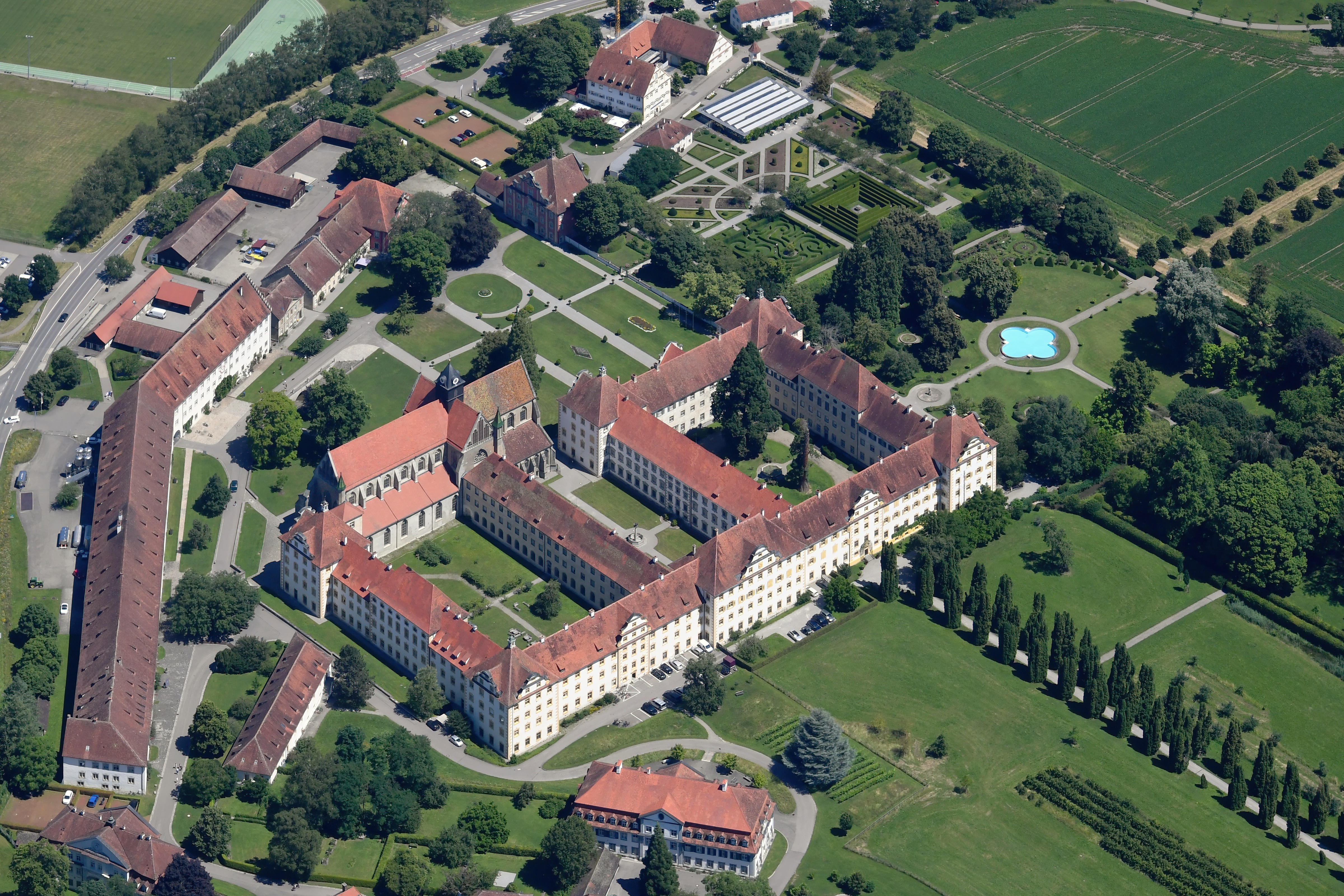
Luftbild des Salemer Münsters in der Reichsabtei Salem

Das Salemer Münster war die Abteikirche der ehemaligen Reichsabtei Salem (gegründet 1137/38; aufgehoben 1804 durch die Säkularisation) und dient heute als Pfarrkirche der römisch-katholischen Gemeinde von Salem. Das gotische Münster wurde im Zeitraum von etwa 1285 bis 1420 als dreischiffige Säulenbasilika errichtet und gehört zu den bedeutendsten hochgotischen Bauwerken der Zisterzienser im deutschen Sprachraum. In der äußeren Form entspricht die Kirche weitgehend der ursprünglichen Baugestalt, während Umbauten im Innenraum die Raumwirkung nachhaltig veränderten. Das Inventar umfasst Ausstattungsgegenstände aus der Zeit der Spätgotik, des Barock, des Rokoko und des Klassizismus. Es ist nach dem Ulmer und dem Freiburger Münster die drittgrößte gotische Kirche Baden-Württembergs.

## Erste Klosterkirche
Im Jahr 1137 traf eine Gesandtschaft von Zisterziensern aus dem Kloster Lützel (Oberelsass) auf der Gemarkung Salmannsweiler am Bodensee ein, um das Kloster Salem zu gründen. Zum Zeitpunkt der Besiedelung stand dort bereits eine Kapelle, die dem Doppelpatrozinium der Heiligen Verena und Cyriak unterstellt war. Diese wohl schon baufällige (vetustate paene collapsa) Kapelle wurde um 1150 für den Neubau einer Klosterkirche abgerissen.
Von der ersten Klosterkirche sind keine baulichen Zeugnisse erhalten. Wenn die Kirche der Primarabtei Clairvaux und die zur gleichen Zeit erbauten Kirchen von Lützel, Kaisheim und anderen Zisterzienserklöstern Rückschlüsse erlauben, handelte es sich um eine dreischiffige Basilika mit kreuzförmigem Grundriss im Stil der Romanik. Nach Knapp (2004) könnte das Querhaus neben der zentralen rechtwinkligen Apsis auf der Nordseite in drei und auf der Südseite in zwei nach Osten ausgerichtete Kapellen eingeteilt gewesen sein. Belegt ist, dass sie vollständig aus Stein gebaut wurde und mindestens acht Altäre besaß, von denen die ersten vier am 13. September 1152 durch den Bischof von Chur und den Bischof von Konstanz geweiht wurden. Die Kirche selbst wurde am 14. Juli 1179 nach rund 30 Jahren Bauzeit geweiht. Ein Jahrhundert später wurde sie wieder abgerissen, um Platz für den Bau des Münsters zu schaffen.

## Bauzeit

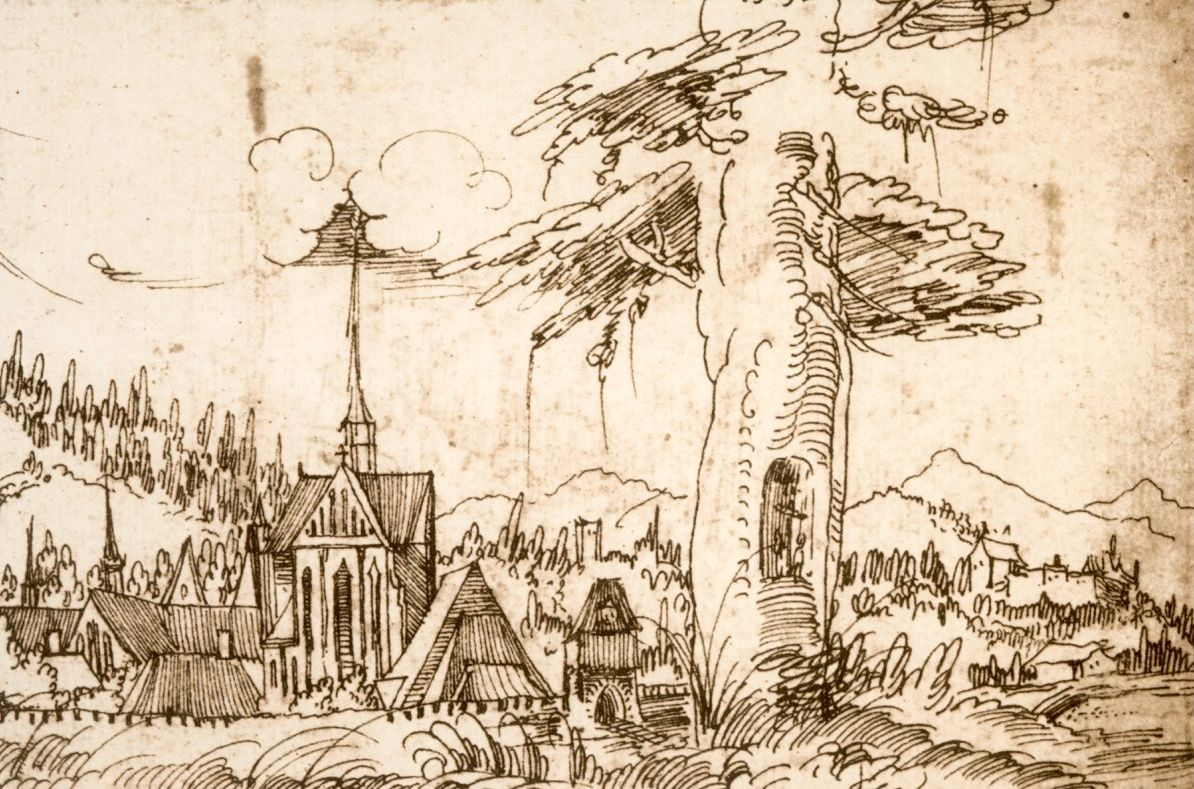
Älteste bekannte Darstellung des Salemer Münsters aus dem Jahr 1536, gezeichnet von Augustin Hirschvogel

Bis zum Tod Friedrichs II. 1250 stand das Kloster unter dem Schutz der Stauferkönige. Das Machtvakuum im Römischen Reich, das seinem Tod folgte, nutzten die Nachbarn des Klosters aus, um sich dessen Besitztümer zu sichern und einstige Schenkungen rückgängig zu machen. Erst Rudolf I. von Habsburg, dessen Amtsantritt 1273 das Interregnum beendete, nahm Salem unter seinen Schutz und sorgte dafür, dass die verlorenen Güter wieder zurückgegeben wurden. Durch die so gesicherten Einkünfte und eine Reihe in den 1280er Jahren ausgestellten Ablassbriefe sah sich das Kloster finanziell in der Lage, eine neue, größere Kirche zu bauen. Der Münsterbau dokumentiert somit auch eine neue Ära in der Geschichte des Klosters – den Beginn der Protektion durch die Habsburger, die dem Kloster über Jahrhunderte hinweg die Unabhängigkeit sichern sollte.
Initiator des Neubaus war der Abt Ulrich II. von Seelfingen (1282–1311). Vermutlich war der ausschlaggebende Grund für den Neubau, dass die alte Kirche für den Konvent, der sich innerhalb weniger Jahrzehnte auf rund 300 Mönche und Laienbrüder vergrößert hatte, zu klein geworden war. Lange Zeit war man der Auffassung, der Neubau sei im Jahr 1299 begonnen worden; neuere Bauuntersuchungen und die Verbindung des Kirchenbaus mit der Revindikationspolitik Rudolfs I. legen dagegen einen Baubeginn um 1285 nahe. Für den Neubau wurden nicht mehr, wie für die Vorgängerkirche, grob behauene Bruchsteine verwendet, sondern große Quader von behauenem Sandstein, die aus Steinbrüchen in der Umgebung stammten. Die Arbeiter und Planer dürften zumeist Laienbrüder gewesen sein, von denen einige auch über Salem hinaus wirkten, so etwa bei der Errichtung des Turms der Klosterkirche Bebenhausen.
Der Bau wurde an der Ostseite begonnen und schritt zunächst rasch voran. Im Jahr 1307 wurden elf Altäre geweiht; 1313 bzw. 1319 wurden zwölf weitere konsekriert. Als der Chor und das Querschiff um 1319 fertiggestellt und überdacht waren, wurde der Bau nur noch langsam weitergeführt, wenn nicht gar vorübergehend eingestellt. Die Zahl der Mönche war seit dem Jahr 1300 kleiner geworden, so dass der bereits überdachte Raum unter dem östlichen Mittelschiff ausreichend Platz für den Konvent bot.

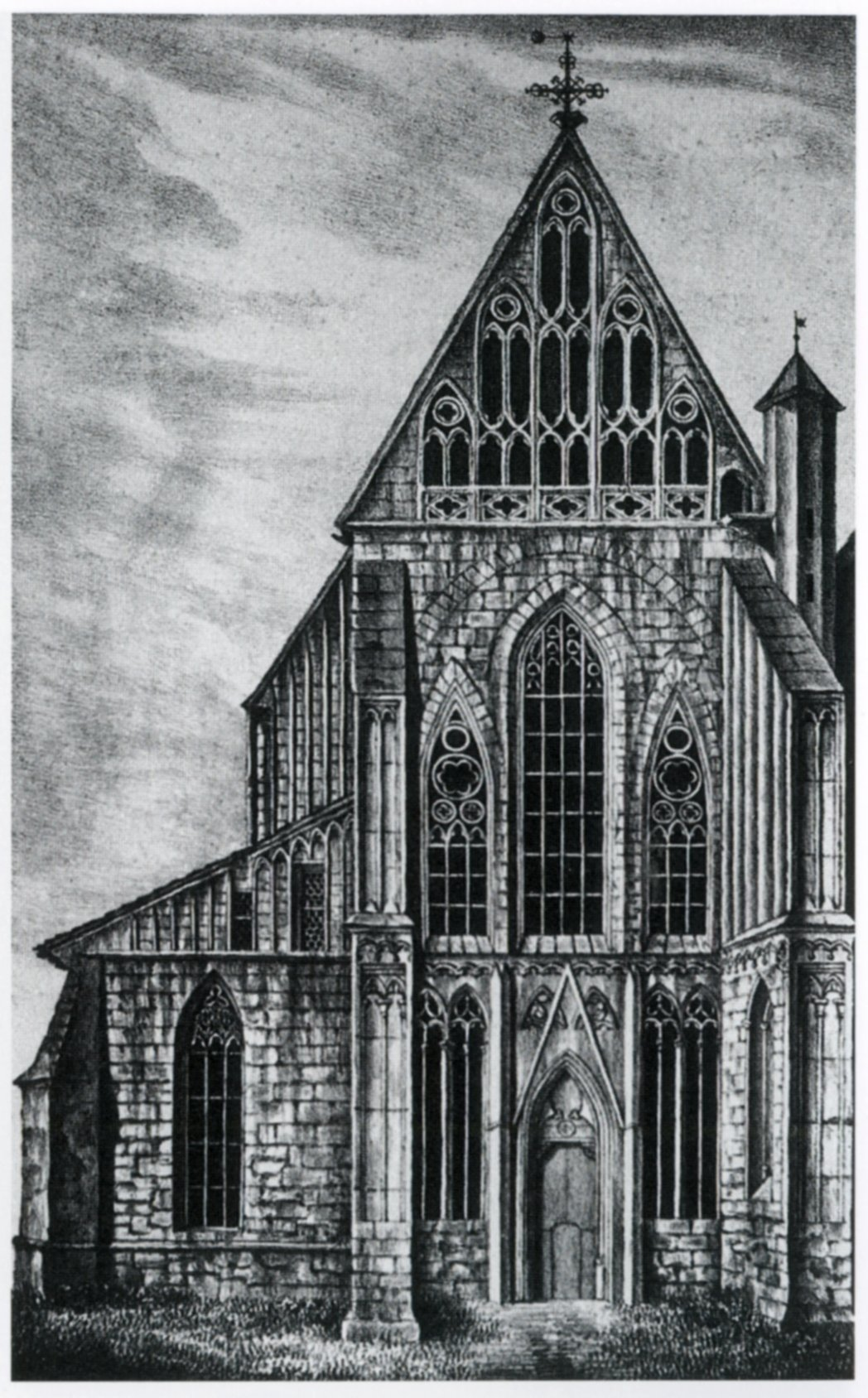
Das Maßwerk der Westfassade wurde erst in der letzten Bauphase vollendet. Diese Lithographie von 1823 zeigt die Fassade im Originalzustand vor den entstellenden Veränderungen durch die Restaurierung von 1890

Schuld an der Unterbrechung waren zunächst Finanzierungsprobleme, da mit Ludwig dem Bayern von 1314 bis 1347 ein Papstgegner an der Macht war, der die Habsburger Protektion über Salem aufhob und damit die Rechtssicherheit vieler Güter aufkündigte. Nachdem Ludwigs Nachfolger Karl IV. die Abtei wieder in ihren Rechten bestätigt hatte, brach 1348 die Pest über Süddeutschland herein. Erst um 1400 konnte der Bau weitergeführt und in den 1420er Jahren vollständig überdacht werden, wie neuere dendrochronologische Untersuchungen zeigten. Die Bauzeit von rund 150 Jahren ist im Vergleich dennoch recht kurz, blieben doch viele gotische Kirchenbauten über lange Zeit unvollständig oder wurden, wie das Ulmer Münster, erst im gotikbegeisterten 19. Jahrhundert vollendet.
Die Kirchweihe fand bereits vor dem Bauabschluss statt. Abt Jodokus Senner nutzte das Konzil von Konstanz, das im Jahr 1414 begonnen hatte, und lud den dort anwesenden Erzbischof von Salzburg Eberhard III. ein, die Kirchweihe zu vollziehen. Eberhard III. sah sich Salem wohl dadurch verbunden, dass sein Amtsvorgänger Eberhard II. rund 200 Jahre zuvor das Kloster unter seinen Schutz genommen hatte. Es gilt als wahrscheinlich, dass bei der Kirchweihe am 23. Dezember 1414 auch König Sigismund anwesend war, der am Vortag in Überlingen im Salemer Stadthof übernachtet hatte und am 24. Dezember auf dem Konzil eintraf.
Mit Salem als Vorreiter hatte die gotische Baukunst ihren Weg vom oberrheinischen Straßburg an den Bodensee gefunden: Ungefähr gleichzeitig ließ auch das Bistum Konstanz das Konstanzer Münster in gotischem Stil modernisieren, und kurz nach dem Bauabschluss in Salem sollte auch in der benachbarten Reichsstadt Überlingen mit dem Ausbau der Stadtpfarrkirche St. Nikolaus zur fünfschiffigen Basilika begonnen werden, um Salem noch zu überbieten.

## Architektur

### Baukörper

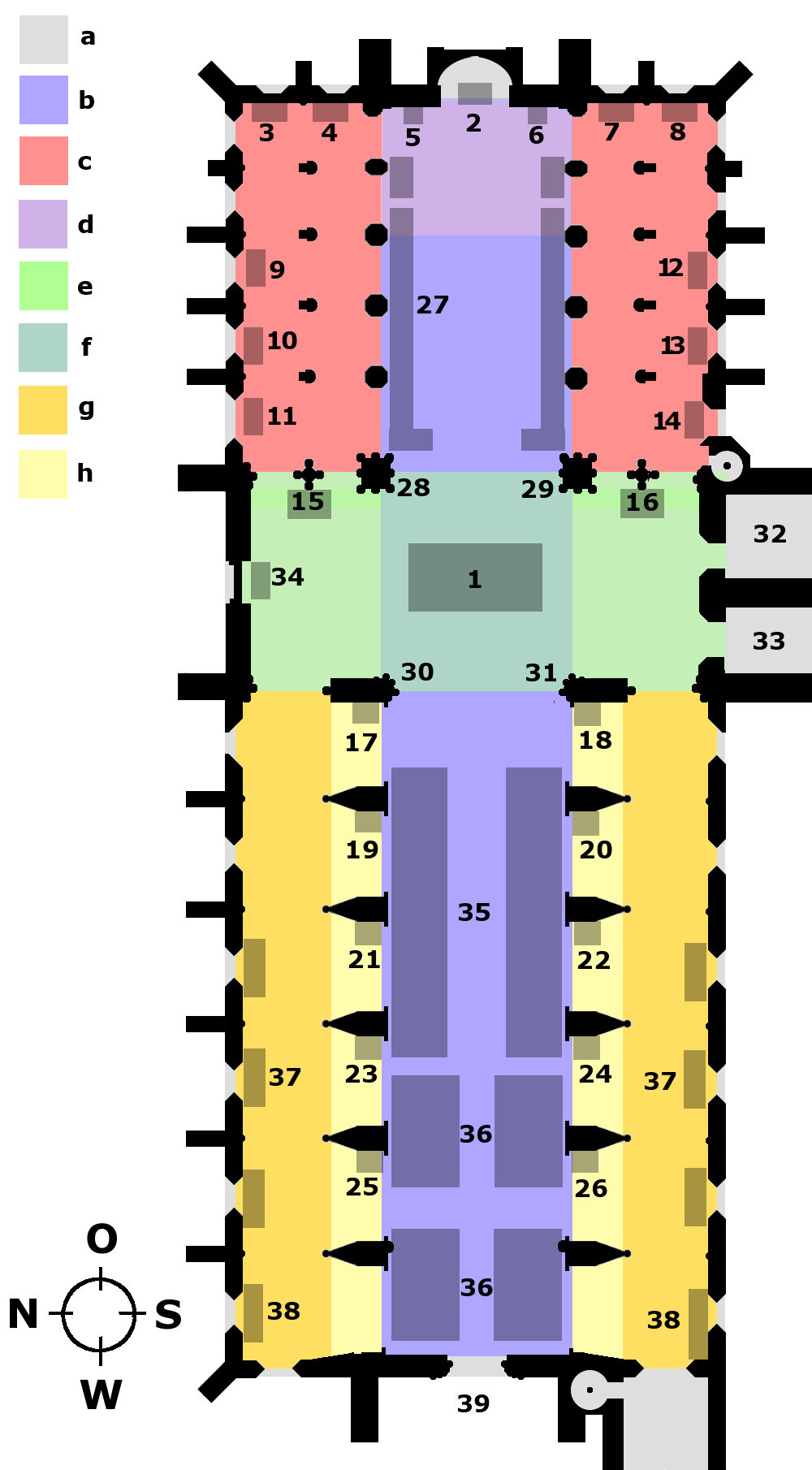
Grundriss des Münsters mit Ausstattung (bitte auf das Bild klicken)

Das Münster ist als Baukörper in das Klostergeviert integriert und überragt es kaum an Höhe. Die strengen, schlichten Formen der Kirche kontrastieren heute mit dessen ausladendem barockem Baustil. Die architektonische Reduzierung der Salemer Kirche, die nur durch einzelne Zierelemente an der Fassade aufgelockert wird, distanziert sich demonstrativ vom Prunk der amtskirchlichen Kathedralen und der Klosterarchitektur der Cluniazenser.
Im Süden schließt sich direkt der Kreuzgang an, der zum Konventsgebäude führt. Dieser Zugang, das sogenannte Bernhardsportal, diente als Eingang für die Mönche, während die übrigen Kirchgänger das Westportal benutzten. Ein weiteres Portal – seit 1750 geschlossen – findet sich an der Nordseite des Querhauses; es diente ursprünglich als separater Eingang für hochrangige Gäste.
Beim Salemer Münster handelt sich um eine dreischiffige Basilika mit Querhaus, Chor und Chorumgang auf einer rechteckigen Grundfläche von 67 × 28 m (Außenmaße); dabei ragt der schmale, hohe Baukörper des Querhauses nicht seitlich über das Grundviereck hinaus. In den Ausmaßen entspricht das Salemer Münster ungefähr dem Konstanzer Münster, in der Länge dem Basler Münster. Das Baumaterial ist fein strukturierter Molasse-Sandstein in gelb-grauen, grünlichen und braunen Farbtönen, der im Außenbereich unverputzt ist. Als regionale Vorbilder des kreuzförmigen Baus könnten die Klosterkirche von Kappel am Albis und das heute nicht mehr existierende Münster des Klosters Petershausen gedient haben. Da Petershausen sich ebenso wie Salem vom Bistum Konstanz unabhängig gemacht hatte und Salem diese Unabhängigkeit auch demonstrieren wollte, liegt wohl in der Petershausener Klosterkirche das unmittelbare Vorbild des Salemer Münsters.
Der Dachfirst des Querhauses ist bis zum 32 m hohen First des Mittelschiffs hinaufgezogen. Die Satteldächer von Lang- und Querhaus überragen die niedrigen Seitenschiffe mit ihren Pultdächern um etwa das Doppelte. Der Dachstuhl über dem Hochchor stammt teilweise noch aus dem Jahr 1301. Auf dessen Südseite sind originale glasierte Dachziegel erhalten, die dem Dach einst einen goldenen Schimmer verliehen; bis zur Neueindeckung 1997 war das gesamte Dach des Langhauses noch großteils mit bauzeitlichen Ziegeln eingedeckt.

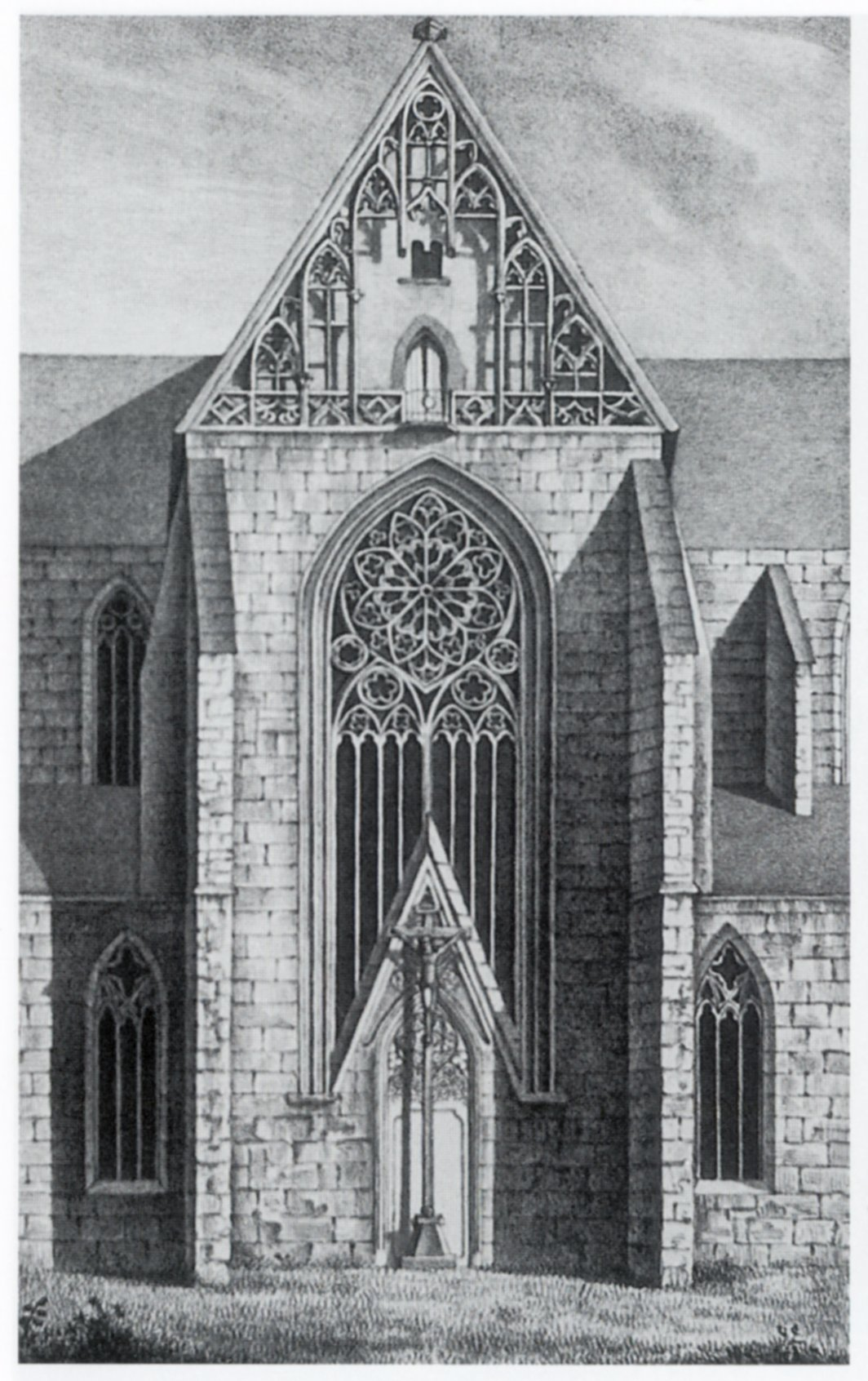
Das Fenster der Nordfassade: Die repräsentative Nordseite des Münsters im Zustand vor der Restaurierung von 1890, bei der das Fenster verkleinert wurde

An der Außenseite des Baukörpers verleihen nur die Harfengiebel und die Lanzettfenster dem architektonisch eher grobschlächtigen Bauwerk eine gewisse Filigranität. Die Westfront wird von einem hohen dreieckigen Harfengiebel überragt, dessen Grundform, ein gleichseitiges Dreieck, in der mittelalterlichen Zahlenmystik als Verehrung der Dreifaltigkeit verstanden werden konnte. Zwei mächtige Strebepfeiler stützen die Fassade und rahmen den Eingang zur Kirche. Die Gestaltung der Giebel wiederholt sich in ähnlicher Form an der Ostseite sowie an Süd- und Nordseite des Querschiffs.
Zehn Maßwerkfenster auf jeder Seite des Mittelschiffs (Obergaden) spenden dem Innenraum Licht. Davon liegen sechs Achsen westlich und vier östlich des Querhauses. Die Seitenschiffe besitzen eine Fensterachse mehr, da die Fensterbögen des östlichen Mittelschiffs seit dem Umbau von 1750 weiter auseinander liegen als die Joche des Chorumgangs. Weitere, mächtige Maßwerkfenster finden sich an den vier Giebeln der Kirche, wobei die Fenster der Ostseite im Zuge der Umgestaltung des Innenraums um 1750 zugemauert wurden. Die Stirnseite des nördlichen Querhauses besitzt zusätzlich ein großes achtblättrig gefächertes Rosettenfenster nach dem Vorbild des Straßburger Münsters, was belegt, dass sie als Schauseite der Kirche angelegt wurde. Auch das Maßwerkgitter vor der Giebelwand mit gestaffelten zweibahnigen Lanzetten, die durch Kleeblattformen horizontal verbunden sind, hat wohl in Straßburg sein Vorbild.

### Turmbau 1753–1757

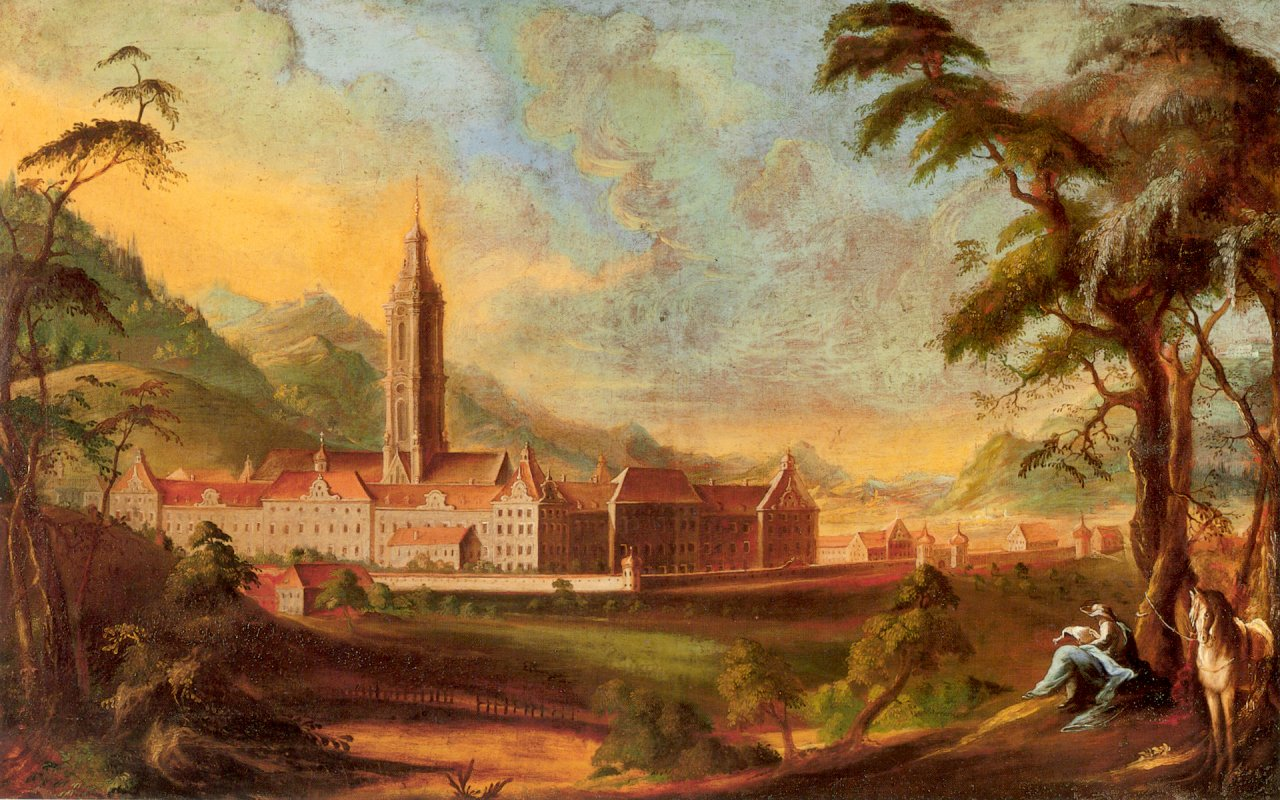
Salem mit dem Turm des Abtes Anselm II. Schwab. Ölgemälde von Andreas Brugger um 1765

Gemäß den Ordensbestimmungen der Zisterzienser, die Einfachheit und Bescheidenheit forderten, erhielt das Münster keinen Kirchturm, sondern nur einen einfachen Dachreiter, der die Glocken trug. Im 18. Jahrhundert änderte sich die Situation: Im Jahr 1697 vernichtete ein Brand fast den gesamten Klosterbau. Das Münstergebäude überstand den Brand weitgehend unbeschädigt, während ein Großteil des Inventars ein Raub der Flammen wurde. Beim Neubau der Klosteranlage durch den Vorarlberger Baumeister Franz Beer 1697–1708 drohte das Münster optisch hinter dem riesigen Gebäudekomplex zu verschwinden. Beer plante daher einen freistehenden Glockenturm ein, der jedoch nicht ausgeführt wurde.
Abt Anselm II. Schwab (Amtszeit 1746–1778), der seinen Sinn für das Repräsentative bereits mit dem Bau der Wallfahrtskirche Birnau bewiesen hatte, konnte sich der Versuchung nicht mehr entziehen, die Kirche mit einem prächtigen Vierungsturm auszustatten. Der Baumeister Johann Caspar Bagnato, der durch den Bau des Altshausener Schlosses bekannt geworden war, erhielt 1753 den Auftrag zur Planung und zum Bau, so dass der Turm im Jahr 1756 bereits stand. Der Turm wurde in Fachwerktechnik aus Holz konstruiert und mit Kupferplatten verkleidet. Die Eckpilaster waren aus Blei und mit Bronze verziert, so dass sich der Turm von weitem optisch nicht von gemauerten Türmen dieser Art unterschied, sondern in seinem Kupferglanz sogar noch weitaus prächtiger gewirkt haben muss. Mit dem vergoldeten Turmknopf, der selbst fast zwei Meter Durchmesser hatte, erreichte der Turm eine Höhe von über 85 m – mehr als fünfzig Meter höher als der Dachfirst des Langhauses. Sechzehn neue, mit Reliefs verzierte Glocken sowie ein neues Uhrwerk wurden angeschafft.

### Innenraum

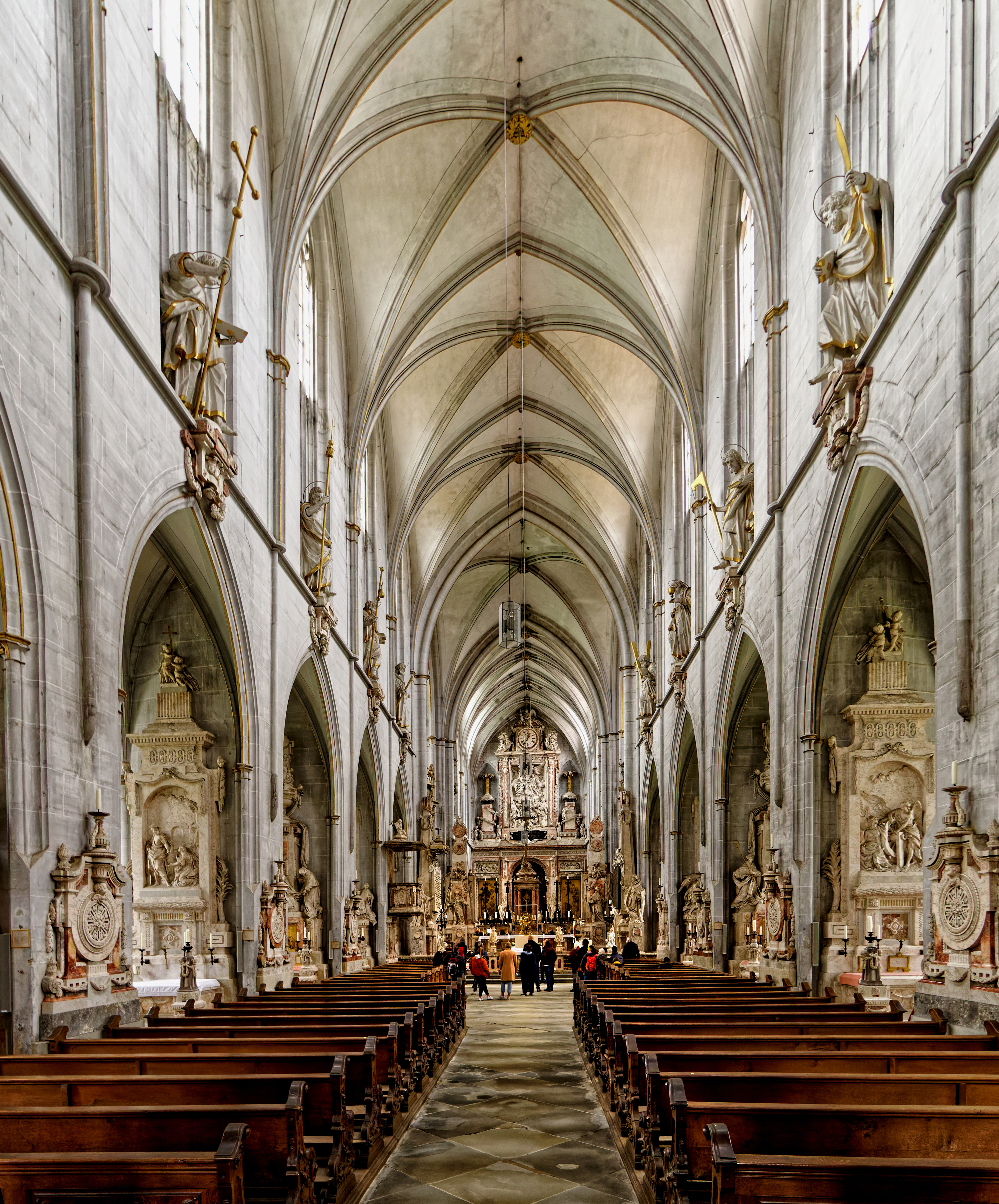
Blick ins Mittelschiff

Mittelschiff und Seitenschiffe sind von gotischen Kreuzgewölben überdeckt. Das Gewölbe des Langhauses wird von Stützen getragen, die in einer asymmetrischen „Eisbrecherform“ ausgebildet sind: Zum Laienraum hin präsentieren sie sich als rechteckige Pfeiler, deren wuchtige Gestalt durch schlanke Säulenbündel gemäßigt werden; zu den Seitenschiffen hin schließen sie spitzwinklig ab, wodurch das Gewölbe leichter und die Seitenschiffe geräumiger wirken. Die Pfeiler wurden aus Gründen der Statik weit in die Tiefe gezogen und ersetzten so besondere Strebebögen an der Außenseite. Durch diese Bauweise entstanden zwischen den Pfeilern Räume für kleine Seitenkapellen, die wiederum mit Kreuzrippen überwölbt sind, wodurch der Eindruck eines zusätzlichen Seitenschiffs entsteht.
Die östlichen Teile der Seitenschiffe sind durch Säulenreihen und Rippengewölbe in jeweils zwei schmalere Schiffe aufgeteilt. Die äußeren Stützen sind als schlanke Pfeiler angelegt, die zum Mittelschiff hin als Dreiviertelsäule abschließen. Die Säulen, die direkt zwischen Chorraum und Umgang liegen, haben einen achteckigen Querschnitt. Sie gehören zum ältesten Bauabschnitt und dokumentieren noch eine Orientierung an einem älteren Baustil, wie er etwa für die Kirche des Stifts Lilienfeld charakteristisch ist. Insgesamt sind die Stützen des Umgangs wesentlich schlanker als die massiven Pfeiler des westlichen Langschiffes, wodurch der Chorraum lichter und leichter wirkt. Die sichtbaren Stützelemente wurden also zugunsten der optischen Gesamtwirkung des Innenraums verborgen oder umgeformt. Diese Entwicklung, die typisch ist für den Beginn der deutschen Hochgotik im Gegensatz zur französischen Gotik, zeigt sich auch in der Auffassung des Innenraums als zu gestaltende plastische Raumschale.

### Umbau des Chorpolygons

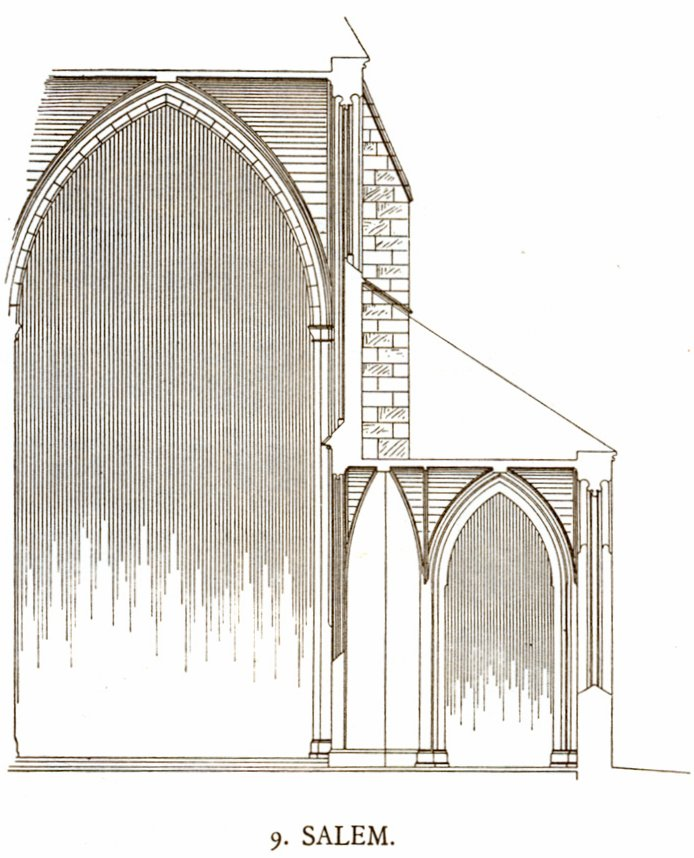
Querschnitt durch Langhaus und Chorumgang

Das östliche Mittelschiff (Chor) besaß bis 1750 auf drei Seiten einen Umgang mit polygonalem Abschluss nach dem Vorbild der Klosterkirche von Morimond. Über dem westlichsten Joch des Chors bildete sich durch dessen Überwölbung ein Obergeschoss, wo sich vermutlich eine kleine Kapelle befand, die der Jungfrau Maria, allen Engeln und dem Erzengel Michael gewidmet war. Die damals noch unverblendeten Fenster der Westfassade ließen Licht durch die Säulenreihen des Chors und des Obergeschosses fallen und erzeugten so wohl eine mystisch wirkenden Lichteffekt.
Im Auftrag von Abt Anselm II. entfernte Johann Caspar Bagnato im Jahr 1750 die Binnengliederung im Ostteil der Kirche und erweiterte so den nutzbaren Raum des östlichen Langhauses. Das Gewölbe über dem östlichen Teil des Umgangs und das obere Stockwerk mit der Michaelskapelle wurden entfernt, so dass nur der Nord- und Südteil des Umgangs verblieben. Das Langhausgewölbe verlängerte sich dadurch um ein zusätzliches Joch. Anders als mancher andere Kirchenherr des 18. Jahrhunderts wusste Anselm die alte guet gottische gestalt der Kürchen zu schätzen, so dass er die Architektur trotz aller Umbauten nicht stilistisch aktualisieren ließ. Das neu entstandene Gewölbe über dem Hochchor fügt sich daher ohne Stilbruch in das übrige gotische Spitzbogengewölbe des Langhauses ein.
Grund für den Umbau waren unter anderem Platzprobleme: Die Klosterchronik Apiarium Salemitanum beschwerte sich schon 1708 über den großen Andrang der Laien und den „ungemeinen Concursus“ in der Kirche. Abt Anselm befürchtete, die Klosterdisziplin könnte durch diesen Kontakt mit dem Volk zu sehr gestört werden. Der Hochaltar rückte also unter die Vierung, das Chorgestühl auf die Ostseite des nunmehr verlängerten Langhauses. Zuvor waren Laien und Mönche nur durch eine hölzerne Absperrung (Lettner) getrennt gewesen, nun waren die Patres räumlich vollkommen unter sich. Die mittelalterlichen Lichtspiele gingen verloren und wichen einer frontal-theatralischen Raumwirkung; dafür war der Chorraum nun besser beleuchtet, da durch zusätzliche Fenster im oberen Teil des Langhauses mehr Licht in den Raum fiel.

## Ausstattung

### Ausstattungsphasen

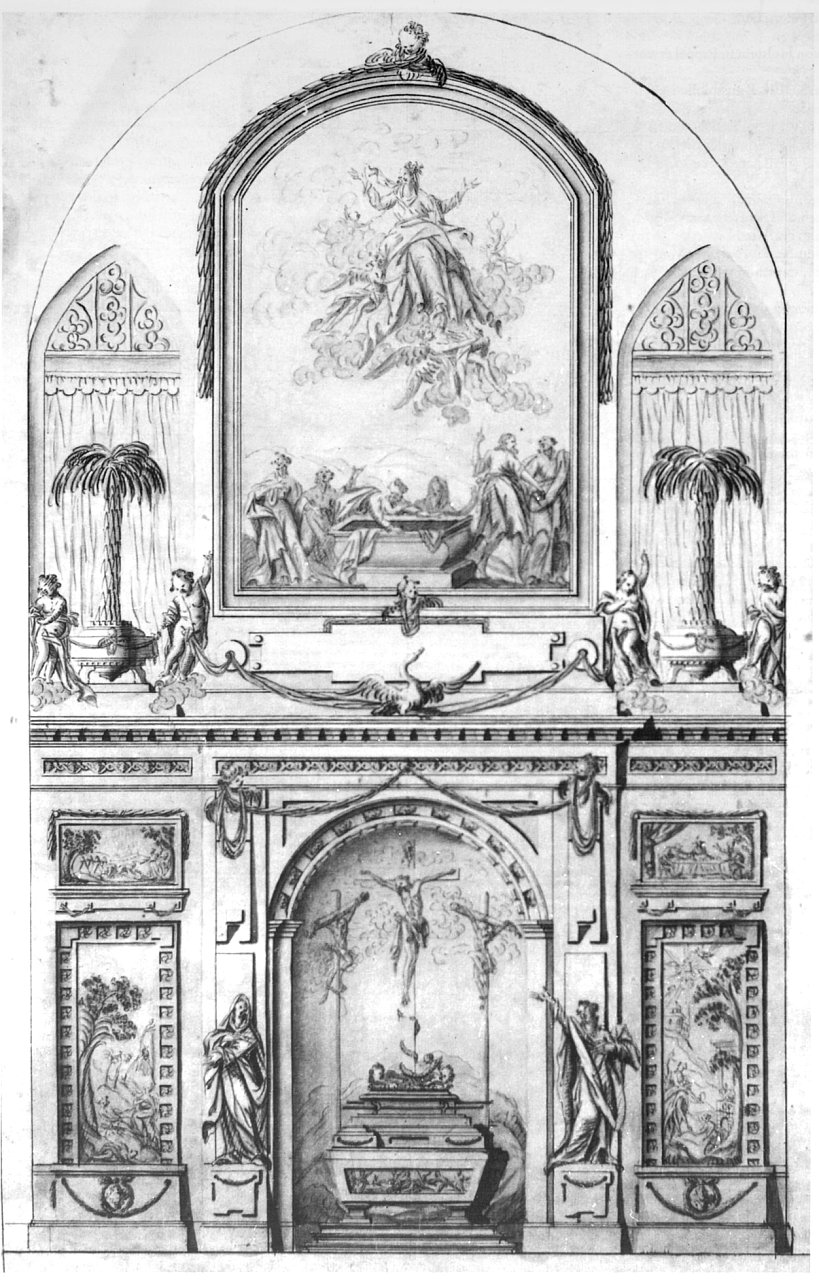
Klassizistischer Aufbau an der Ostwand mit der Kapelle der Hl. Verena im unteren Teil

Schlichtheit in der Gestaltung und Verzicht auf Farben galt bei den Zisterziensern auch für den Innenraum der Kirche. Während die Amtskirche und Orden wie die Cluniazenser ihr Vermögen in den prachtvollen Schmuck der Kirchen investierten, befürchtete man bei den Zisterziensern, der üppige Bilderschmuck könnte die Mönche von der Frömmigkeit ablenken. Der Drang zur Dekoration ließ sich jedoch nicht immer aufhalten: Bei der Ausstattung hielten sich die Gestalter des Salemer Münsters nicht mehr so stark zurück, wie es in der Frühzeit der Ordenskunst der Fall war. Vergoldete Schlusssteine, bemalte Gewölberippen und farbige Elemente in den ansonsten farblosen Fenstern, wie man sie in Salem vermutet, wurden jedoch von der Ordensleitung nicht gern gesehen. Auch das Kirchengerät sollte aus einfachsten Materialien bestehen; ein Grundsatz, der sich jedoch bereits im Spätmittelalter nicht mehr konsequent durchsetzen ließ. So erscheint die Ausstattung stets als Kompromiss zwischen der spirituellen Verpflichtung zum Verzicht und den Geltungsbedürfnissen der Äbte, die schließlich nicht nur auf religiöser, sondern auch auf politischer Ebene mit den Fürstbischöfen zu konkurrieren hatten.

#### Spätmittelalter
Nur wenig ist über die Ausstattung des 14. und 15. Jahrhunderts bekannt, noch weniger ist davon erhalten. Die Fragmente, die man der Ausstattung der Klosterkirche, angrenzender Gebäude oder der Pfleghöfe zurechnen kann, sind heute weit verstreut. So können Holzskulpturen und Tafelmalereien insofern mit der Zisterzienserabtei in Verbindung gebracht werden, als dass sie vermutlich zur ehemaligen Ausstattung gehörten oder zumindest zu einem späteren Zeitpunkt sicher im Besitz Salems nachgewiesen werden können.
Die Innenwände des Münsters waren zu der Zeit in einfachem Weiß getüncht und mit Einfassungen in Grün-, Rot- und Ockertönen sowie dekorativen Ornamenten versehen. Abt Johannes I. Stantenat (1471–1494) ließ neben baulichen Ausbesserungen die Fenster des Langhauses erneuern, das steinerne Sakramentshaus errichten und einen Holzschnitzaltar fertigen; das von Michel Erhart (Ulmer Schule) um 1494 geschnitzte Retabel ging wahrscheinlich bis auf wenige Holzfiguren verloren.
Die großen und zahlreichen Fenster durften nach den Ordensvorschriften nur mit schlichten Grisaillen bemalt werden, um nicht gegen die Gebote der simplicitas (Einfachheit) und humilitas (Demut) zu verstoßen. Kunsthistoriker vermuten, dass auch farbige und figurale Elemente eingebaut wurden; es gibt jedoch keinen Hinweis, ob und in welchem Umfang die Fenster farbig gestaltet waren. Glashandwerker sind in den reichen Salemer Quellen belegt: „Item domum adiacentem, quam pictores et vitrorum artifices frequentius inhabitare consueverunt.“

#### Frühbarock

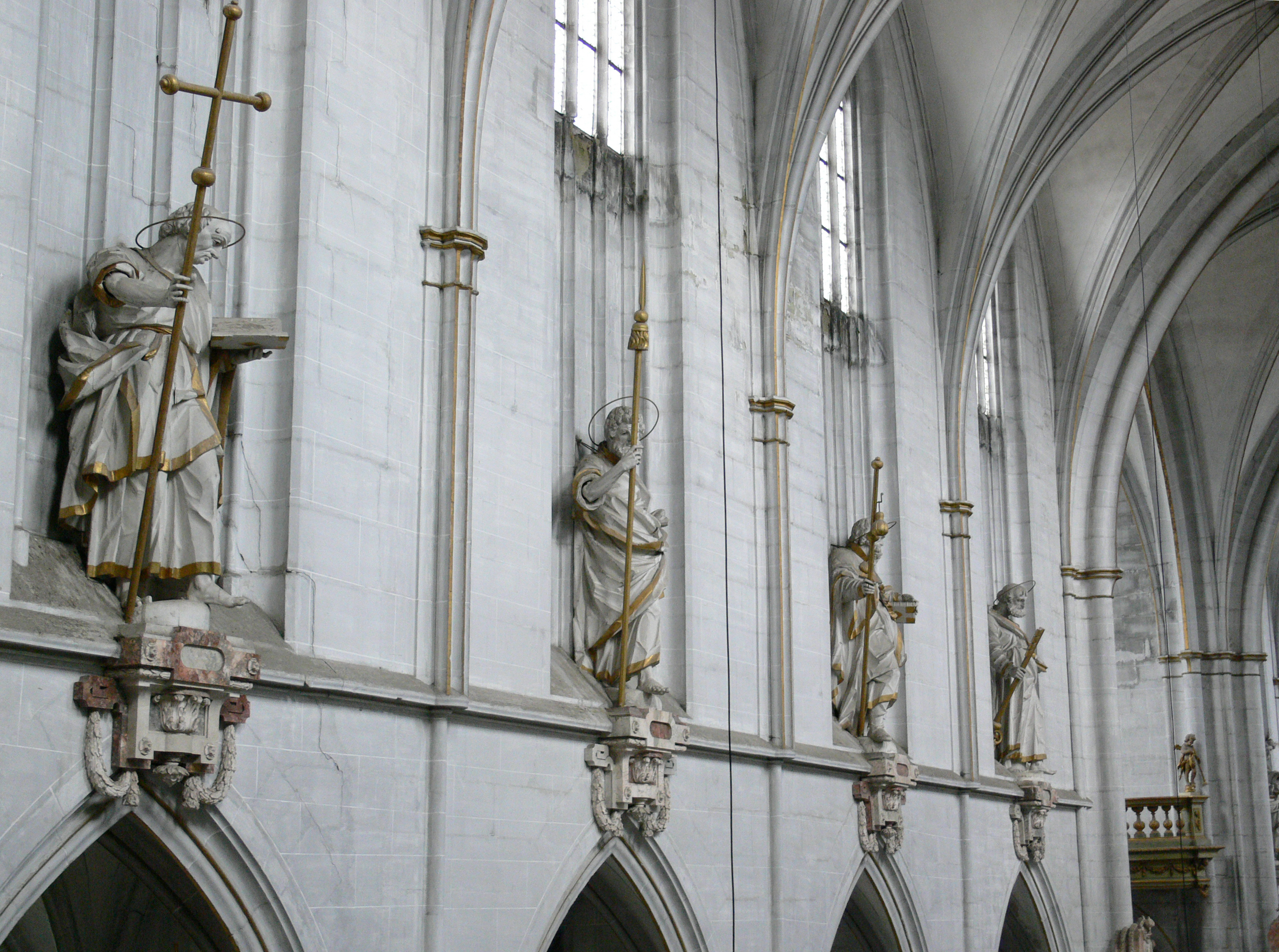
Frühbarocke Apostelfiguren

Um 1620 gewann das Kloster mit der Gründung der Oberdeutschen Zisterzienserkongregation, die ihren Sitz in Salem hatte, einen hohen Status innerhalb des Ordens. Gleichzeitig wurde in Salem auch die neue Liturgie der Tridentinischen Messe eingeführt, die neue Sakralgegenstände und eine Neuordnung des Kirchenraums erforderte. Abt Thomas I. Wunn (1615–1647) nahm die gestiegene Bedeutung seines Klosters und die erforderliche räumliche Umordnung zum Anlass, den gesamten Raum neu ausstatten und dekorieren zu lassen. Die von 1627 bis 1633 durchgeführten Arbeiten gelten als die früheste vollständige Barockausstattung Süddeutschlands. Der Bildhauer Christoph Daniel Schenck fertigte einen kolossalen Hochaltar, dessen Holzschnitzwerk (das der Brand von 1697 weitgehend zerstörte) mit einer Höhe von fast 20 Metern bis unter das Gewölbe des Langhauses reichte. Er besaß zahlreiche, teils überlebensgroße geschnitzte Figuren. Die Schutzheiligen der Kirche (Patrozinien) waren dabei in Gold gefasst, andere naturalistisch bemalt oder in schlichtem Weiß gehalten. Die Vielzahl der Schnitzfiguren auf dem Hochaltar wurde durch ein Dutzend überlebensgroßer hölzerner Apostelfiguren vervollständigt. Die Wände wurden grau getüncht und mit einem Fugennetz bemalt, die Verblendungen der Obergaden illusionistisch ausgeschmückt, das Gewölbe mit Pflanzengirlanden dekoriert. Um die erhabene Wirkung des Hochaltars zu verstärken, wurden die teils farbigen Fenster vollständig durch schmucklose Klarverglasung ersetzt.

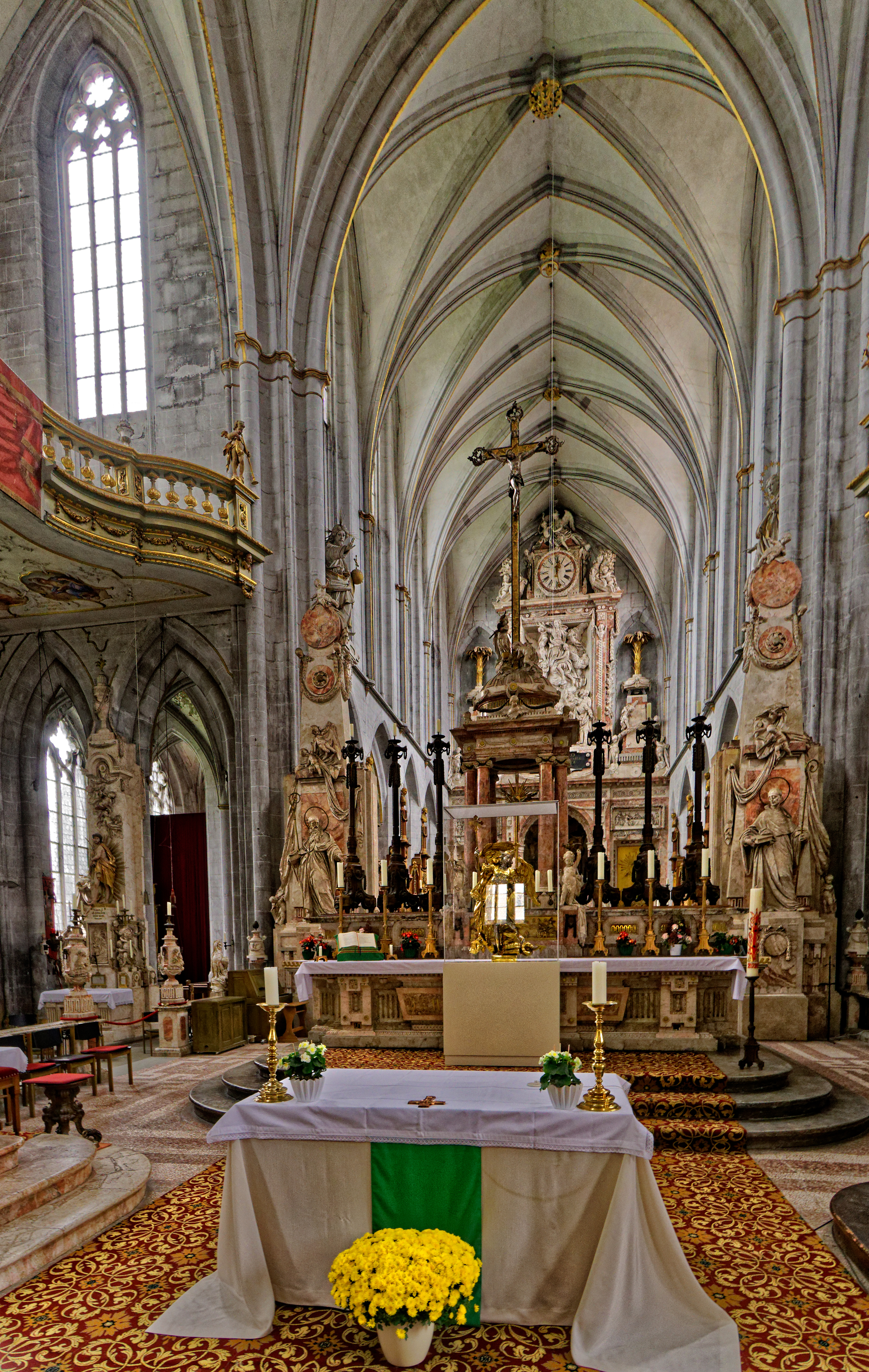
Blick in den Chor des Münsters

#### Barock und Rokoko
Die „zweite Barockisierung“ begann um 1710 nach dem Neubau der durch den Brand von 1697 zerstörten Klosteranlage. Sie steht in engem Zusammenhang mit dem wirtschaftlichen Wiederaufblühen des Klosters im 18. Jahrhundert, die durch Steuererleichterungen möglich wurde. Auch die repräsentativen Aufgaben der Reichsabtei waren gewachsen, musste sie doch mit dem feudalen Prunk der umliegenden Grafschaften und Kleinfürstentümern konkurrieren. Zunächst mussten jedoch die beim Brand beschädigten Orgeln repariert und die zerstörten Altäre und Kirchengeräte ersetzt werden. Der Bildhauer Franz Joseph Feuchtmayer, seit 1706 im nahen Mimmenhausen sesshaft, fertigte einen Großteil der plastischen Ausstattung, der Maler Franz Carl Stauder die Altargemälde.
Unter den Äbten Konstantin Miller (1725–1745) und Anselm II. Schwab (1748–1778) wurde die Ausstattung im Stil des Rokoko bis etwa 1765 fortgesetzt. Die Gewölbekappen des Chorumgangs wurden, dem Zeitgeschmack entsprechend, von Franz Joseph Spiegler mit figürlichen farbigen Deckenfresken ausgemalt, von denen wenige heute wieder unter dem abblätternden Putz sichtbar werden. Zahlreiche Altäre wurden neu gestaltet und mit Antemensalen aus Stuckmarmor versehen. Die dekorativen und plastischen Arbeiten übernahm in der Nachfolge des älteren Feuchtmayer dessen Sohn Joseph Anton Feuchtmayer. Im Münster zeugen heute nur noch einige Putten und Stuckfiguren sowie die Sitzbänke des Chorgestühls von dieser Ausstattungsphase.

#### Klassizismus

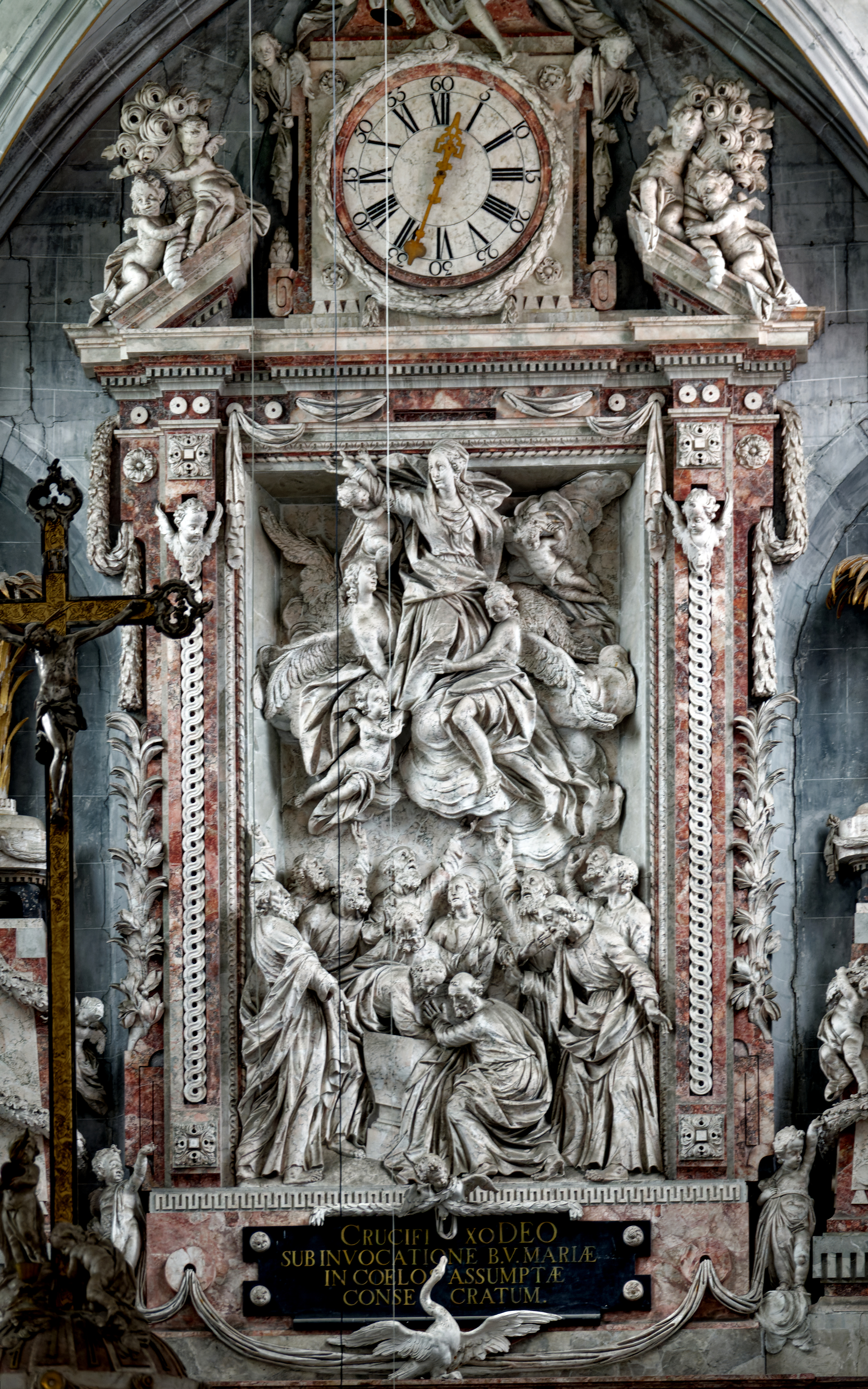
Klassizistischer Aufbau des Verena-Altars

Der künstlerische Umbruch, der Salem wieder in die Rolle des Vorreiters unter den süddeutschen Abteien brachte, verdankt sich den Reisen von Abt Anselm nach Paris in den Jahren 1765 und 1766. Dort lernte Anselm die Hofarchitektur des französischen Frühklassizismus kennen und beschloss begeistert eine groß angelegte Umgestaltung des Münsters in französischem Stil. Die Klosterleitung versuchte zunächst, den renommierten Schloss- und Kirchenbaumeister Pierre Michel d’Ixnard für den Gesamtentwurf zu gewinnen. Die Planungsphase zog sich jedoch ohne endgültigen Entschluss über mehrere Jahre hin und wurde durch Feuchtmayers Tod im Jahr 1770 auch noch der künstlerischen Leitung beraubt.
Erst im Jahr 1772 wurde das Projekt wieder umfassend aufgenommen und mit Erfolg durchgeführt. Als Baudirektor stellte das Kloster d’Ixnards Schüler Johann Joachim Scholl ein, der einen Gesamtentwurf ausarbeitete und die Durchführung leitete. Feuchtmayers Nachfolger Johann Georg Dirr und dessen Schwiegersohn Johann Georg Wieland übernahmen einen großen Teil der plastischen Arbeiten an Altären, Monumenten und Dekorationselementen. Vor allem Wieland wird die innovative Formsprache der Altäre zugeschrieben, die statt der geschwungenen Linien des Spätbarock einfache, geometrisierende Elemente wie Pyramiden, Obelisken, Dreiecksgiebel und Säulenstümpfe wählte. Vor der Ostwand wurde ein riesiger Schmuckaufbau installiert, der einem Bühnenbild gleicht. Der Innenraum wurde 1777 vollständig in hellen Grautönen gestrichen, damit er mit dem Alabaster der Altäre harmonierte; dabei wurden auch die barocken Fresken übermalt.
Diese letzte umfassende Neugestaltung prägt heute noch das gesamte Erscheinungsbild und gilt als einzigartig in der südwestdeutschen Sakralkunst. Sie wurde Vorbild für ähnliche Ausstattungen, etwa in der Abteikirche von Neresheim. Der Kunsthistoriker Georg Dehio lobte ihre „pseudodorisch steife Austerität“, die sich gut in den „echtesten und wahrhaftesten Mönchsstil“ der Zisterzienserarchitektur einfüge. Waren „Verschönerungen“ gotischer Kirchen im 18. Jahrhundert üblich, wurde die Ausstattung des Salemer Münsters so gestaltet, dass sie den Ausblick auf die ursprüngliche Kirchenarchitektur öffnete. Das war ganz im Sinne des neuen Kunstverständnisses für die Gotik, das in Frankreich um 1750 und etwas später mit Goethe auch in Deutschland Fuß fasste.

### Altäre

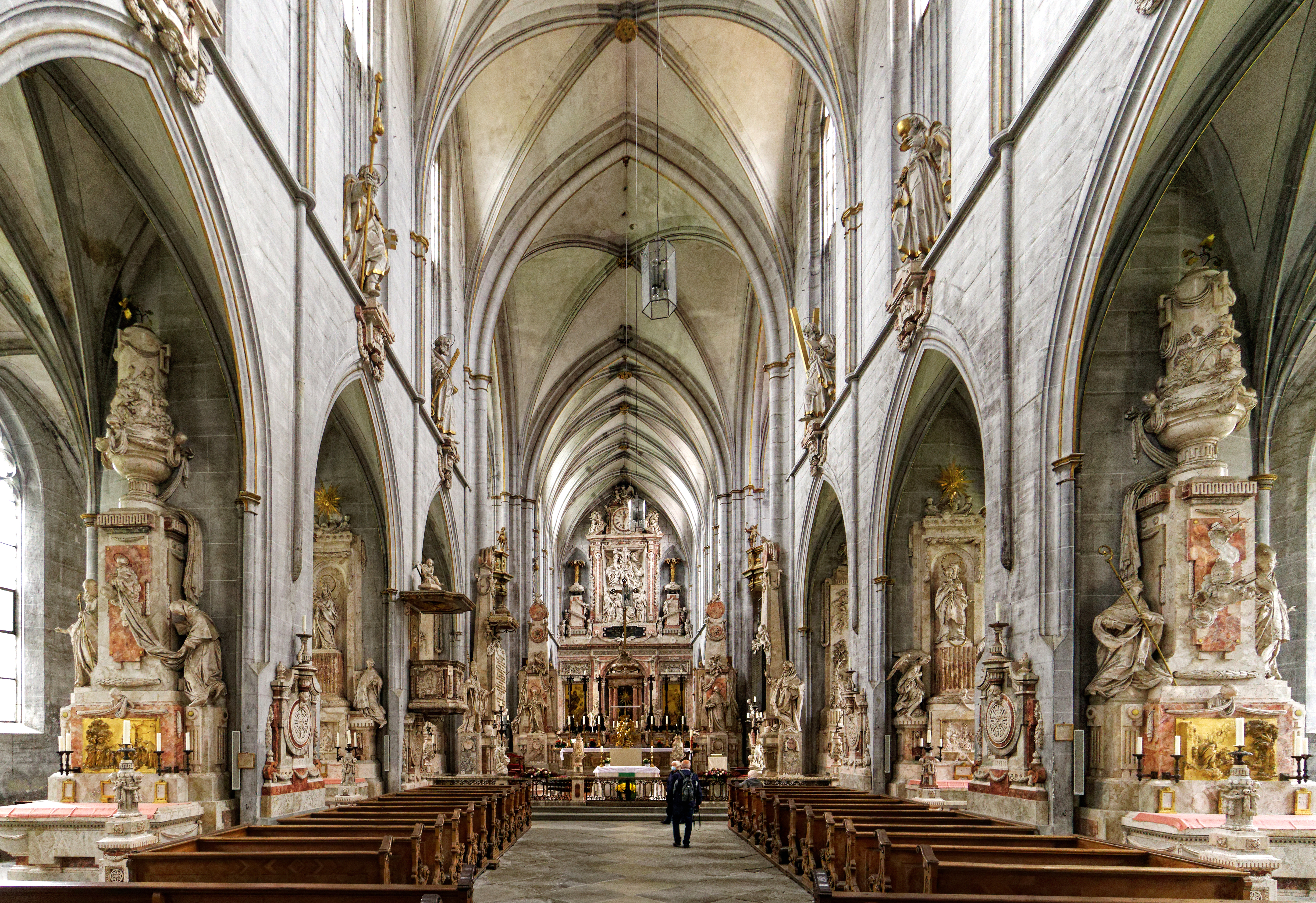
25 Altäre schmücken das Münster

Der heutige Hochaltar geht auf einen Entwurf von 1773 zurück. Ursprünglich sollte der Auftrag an Josef Anton Feuchtmayer gehen, doch da dieser 1770 starb, wurde er von seinem Nachfolger Johann Georg Dirr geplant und ausgeführt und 1785 durch Johann Georg Wieland erneuert. Das Relief zeigt eine Darstellung der Fußwaschung und des Letzten Abendmahls. Da der Altar unter der Vierung zu stehen kommen sollte, ist er von beiden Seiten motivisch verziert. Zwei Priester konnten so gleichzeitig die Messe für die Laien auf der Westseite und für den Konvent auf der Ostseite lesen.
Die Kirche besitzt 25 weitere Altäre. Die 10 größten sind in den Seitenkapellen zwischen den Langschiffpfeilern aufgestellt; weitere im Umgang des Chors. Teilweise sind die Altartische noch aus dem Mittelalter erhalten; der Aufbau und die Bildwerke wurden von Dirr und Wieland im Stil des französischen Klassizismus entworfen und aus hellem Alabaster (aus dem Klettgau) gefertigt. Sie sind zum Teil Ordensheiligen wie Bernhard von Clairvaux und Benedikt von Nursia gewidmet, aber auch der regional verehrte Heilige Konrad von Konstanz wurde berücksichtigt.

### Ostwandaufbau
Eine besondere Nische unter der Ostwand erhielt die Heilige Verena, die bereits eine Patronin der Vorläuferkirche des Münsters war. Dirr gestaltete hier den Verena-Altar sowie zwei Reliefs, die die Versuchung des Hl. Benedikt und die Versuchung des Hl. Bernhard darstellen. Wieland schuf zwei Standbilder von Johannes und Maria sowie ein großes Relief, das die Himmelfahrt Mariä darstellt und ein älteres Altarblatt mit demselben Motiv ersetzte.

### Chorgestühl

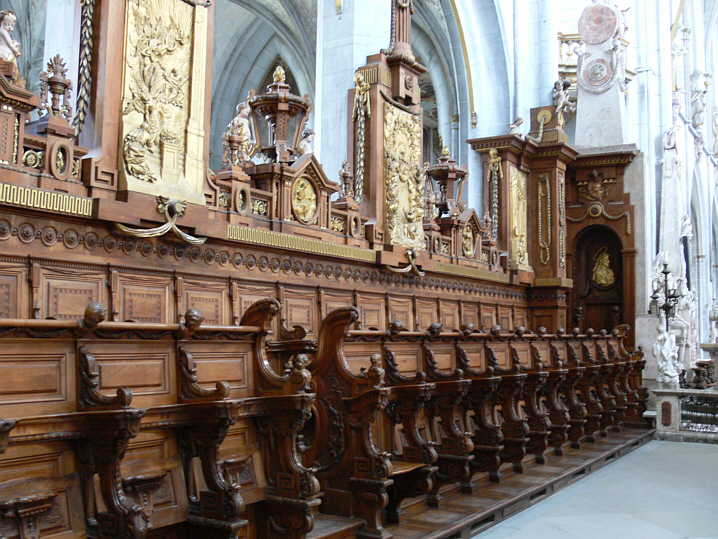
Chorgestühl

Das geschnitzte Chorgestühl fertigten Josef Anton Feuchtmayer und seine Mitarbeiter Franz Anton und Johann Georg Dirr zwischen 1765 und 1775. Die Sitze stammen aus der Zeit von 1766/1767 und sind stilistisch noch dem Rokoko verpflichtet, während die Rückwand und der Aufbau bereits klassizistisch sind. Zehn vergoldete, um 1785 von Wieland gestaltete Relieftafeln, die auf das Gestühl aufgesetzt sind, zeigen Szenen aus dem Alten und Neuen Testament. Auf ihnen stehen wiederum geschnitzte Halbsäulen, die Büsten (vermutlich) von Ordensheiligen tragen; eine eindeutige Identifizierung war bislang nicht möglich.
Das alte Chorgestühl stammte von Melchior Binder aus dem Jahr 1593. Die davon erhaltenen Reste sind heute am Westende der Seitenschiffe aufgestellt. Bemerkenswert ist an ihnen die eigenständige Verknüpfung der spätgotischen Formsprache mit antikisierenden Elementen, wie sie in der italienischen Renaissance üblich waren.

### Gedenkmonumente

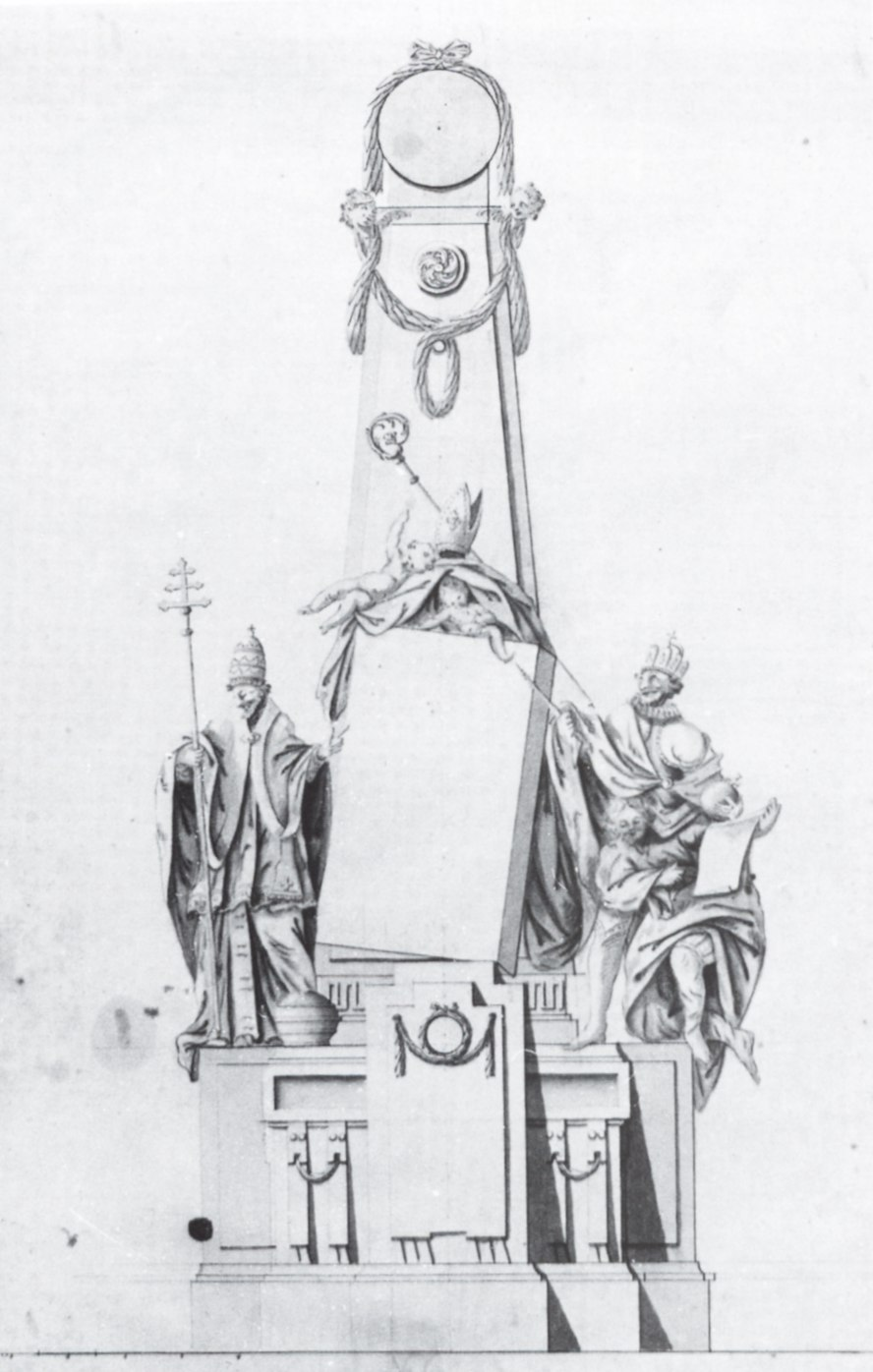
Entwurf von Johann Georg Dirr zum Stiftermonument

Vier klassizistische Monumente sind in der Vierung aufgestellt. Sie erinnern an die wichtigsten Personen der Klostergeschichte und der Ordenstradition: Auf dem Äbtemonument sind neben Totengerippen die Salemer Äbte mit ihren Sterbedaten aufgelistet. Zwei weitere Monumente erinnern an Benedikt von Nursia, den Begründer des westeuropäischen Mönchstums, und an Bernhard von Clairvaux, den Ordensheiligen und großen Missionar der Zisterzienser.
Das Stiftermonument schließlich ist den Stiftern des Klosters gewidmet: Freiherr Guntram von Adelsreute, der den Baugrund für das Kloster schenkte, König Konrad III., der Salem zur Reichsabtei erhob, sowie Papst Benedikt XII., der zum ersten Mal an einen Salemer Abt das Recht vergab, die Pontifikalinsignien im Wappen zu führen. (1384 wurde dieses Recht durch Urban VI. dauerhaft verliehen.) Ein Salztöpfchen und ein Wappen erinnern an Eberhard II., den Erzbischof von Salzburg, der nach dem Aussterben der Stifterfamilie das Kloster im Jahre 1201 unter seinen Schutz nahm und in der Folge als „zweiter Stifter“ des Klosters verehrt wurde.

### Gewölbeschlusssteine
Aus der frühesten Bauzeit um 1298 stammen 57 vergoldete Reliefs an den Schlusssteinen des Kreuzrippengewölbes im Chorumgang. Sie zeigen im Südschiff unter anderem Tiersymbole, darunter einen Löwen, einen Adler und einen Pelikan, die hier für Auferstehung, Himmelfahrt und Opfertod Christi stehen, einen Affen als Symbol des Teufels sowie Fratzen, Monstren und Dämonen, die als apotropäische Figuren Unheil abwehren sollten. Daneben gibt es eine Reihe von Darstellungen aus dem Leben der Jungfrau Maria: die Flucht nach Ägypten, die Geburt Christi sowie einen Vogel Strauß als Sinnbild der Unbefleckten Empfängnis.
Im nördlichen Umgang finden sich die Anbetung der Könige, ein Engel, ein betender Mönch sowie zahlreiche Pflanzenmotive, die symbolisch für die Jungfrau Maria oder nach anderen Deutungen für Christus stehen. Die Darstellung des bärtigen Mönches wird gewöhnlich als (Selbst-)Porträt des Werkmeisters gedeutet, der in diesem Fall ein frater barbatus, ein barttragender Laienbruder gewesen sein muss. Der Wechsel von figürlichen zu floralen Motiven ist ungewöhnlich; denkbar ist, dass das Programm geändert wurde, nachdem die Leitung des Zisterzienserordens 1298 die Marienverehrung und die übermäßige Ausschmückung der Kirchen heftig verurteilt hatte.

### Sakramentshaus

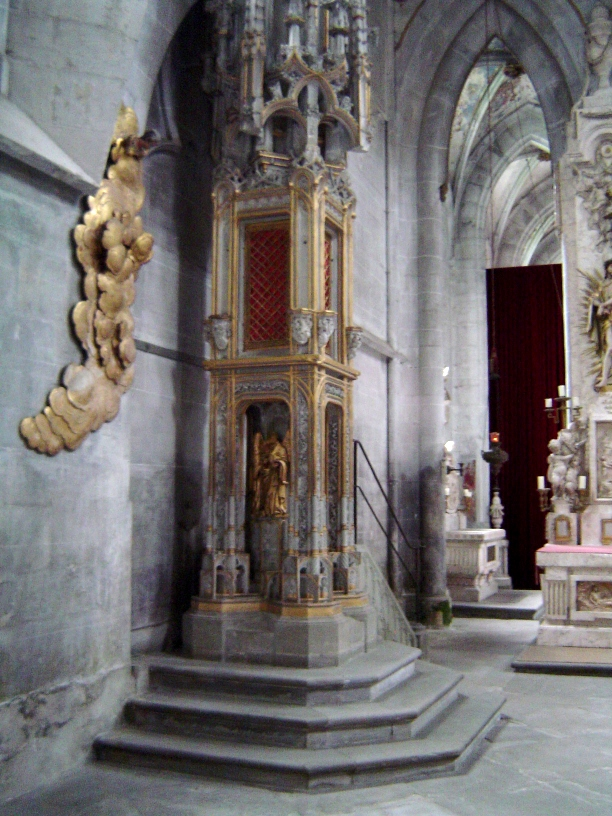
Sakramentshaus

Zu den ältesten Ausstattungsgegenständen zählt das spätgotische Sakramentshaus (Tabernakel) von 1494. Das mit gotischen Ornamenten geschmückte steinerne Türmchen ist 16 Meter hoch. Er stand ursprünglich als Monument auf dem Grab des großen Abts Johannes I. Stantenat (1471–1494) und steht heute an der Nordwand des Querhauses, wo er teilweise von der Empore verdeckt wird. Die Fialen sind Steinmetzarbeiten aus Salemer Werkstätten, vermutlich aus der Hand des überregional wirksamen Werkmeisters Hans von Safoy. Die vergoldeten Schnitzfiguren wurden nicht für den Sakramentsschrein angefertigt, sondern sind wahrscheinlich Reste des von Michel Erhart gefertigten Hochaltars. Seitdem er 1751 an seinen heutigen Platz gerückt wurde, rahmen den Schrein vergoldete Putten und Wolkentürme aus Josef Anton Feuchtmayers Werkstatt.

### Apostelfiguren
Die frühe Barockzeit hinterließ ihre Spuren in Form von vierzehn überlebensgroßen Holzskulpturen, die die zwölf Apostel, die Jungfrau Maria und Jesus Christus darstellen und in bescheidenem Grau mit wenigen Zierelementen aus Blattgold gehalten sind. Sie stehen auf klassizistischen Konsolen vor den Fenstern des Langhauses. Die Figurenreihe wurde von Christoph Schenck begonnen, 1630 von Zacharias Binder vollendet und gehört zu den bedeutendsten Holzschnitzwerken des Frühbarock im Bodenseeraum.

### Orgel

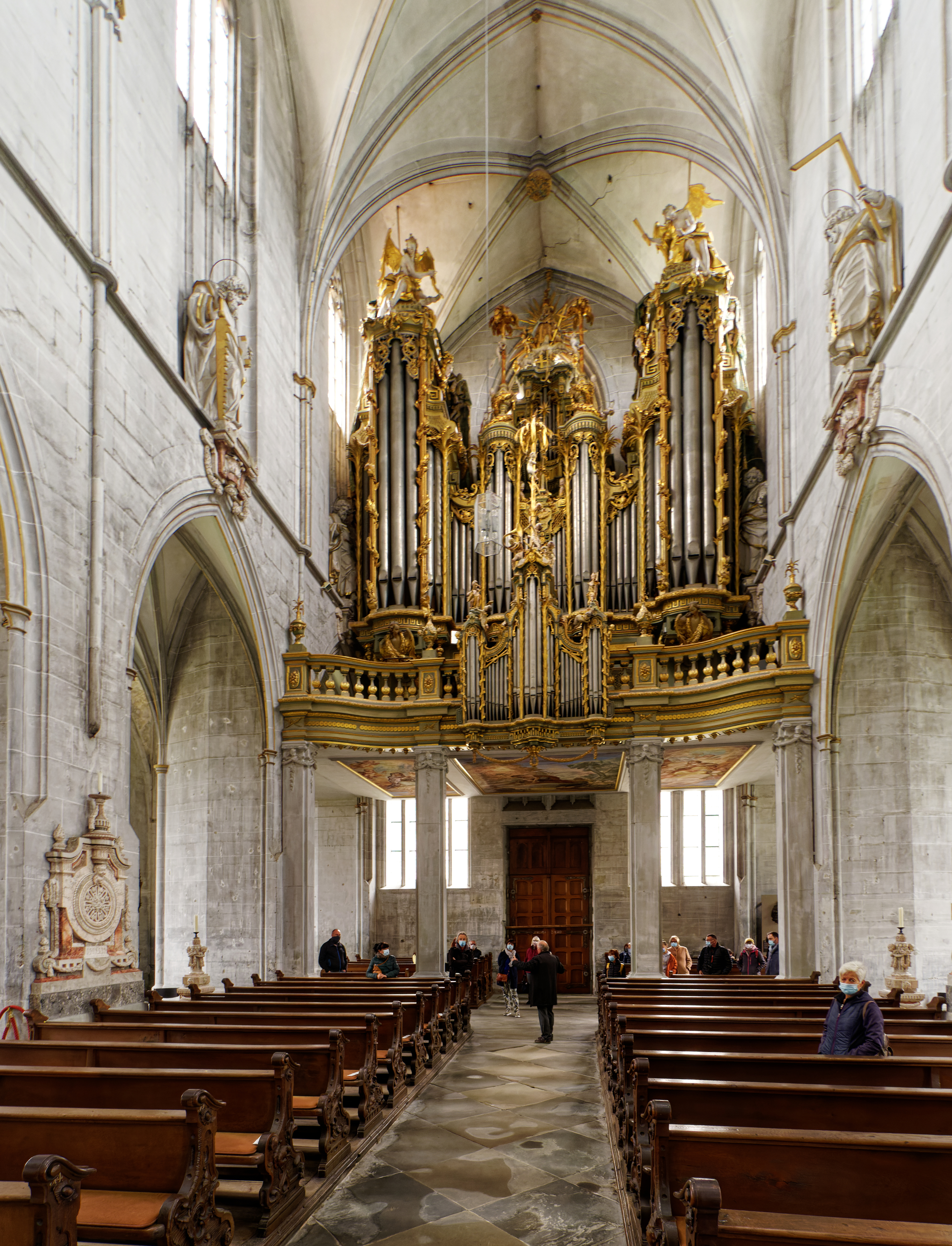
Das verbliebene Orgelgehäuse von J. G. Dirr mit den erhaltenen Prospektpfeifen von K. J. Riepp

Im 15. Jahrhundert fand Orgelmusik Einzug in die zisterziensischen Gottesdienste. Die Salemer Orgelgeschichte deckt sich in allen wichtigen Abschnitten mit der Baugeschichte des Münsters, das 1414 geweiht wurde. Einige Jahrzehnte später berichtet Caspar Bruschius in seiner Chronologia, dass Abt Georgius Münch 1441 eine „recht ansehnliche“ Orgel errichten ließ, deren größte Pfeife 28 Fuß Länge und 4 Spannen Umfang hatte. Die zweite Orgel war wohl eine kleinere Chororgel, die wahrscheinlich bald nach der Weihe des Münsters als Zweckinstrument aufgestellt wurde. Der nächste Abt bestellte 1511 eine neue kleine Orgel bei einem Priester Bernhardin aus dem Kloster Reichenau.
Um 1600 erfolgte ein Um- und Neubau der beiden Orgeln. Das Apiarium berichtet noch 1708 von der „alldasigen“ Orgel mit der 28 Fuß hohen Pfeife in der Mitte des Prospektfeldes, das sich demnach nach beiden Seiten verjüngte. In der Nacht vom 9./10. März 1697 wurde die Abtei von einem Brandunglück heimgesucht, das mit Ausnahme der Kirche die Klostergebäude zerstörte. Dennoch hatte die Chororgel schwer gelitten und war unspielbar geworden. Für den nötigsten Gebrauch diente dann ein liegendes Orgelpositiv, das 1720 der erzbischöfliche Orgelmacher Johann Christoph Egedacher aus Salzburg reparierte. Bereits 1714 hatte Abt Stephan I. diesen ausgewählt, um nach seiner Vorstellung vier ganz individuelle Orgeln mit zusammen 117 klingenden Registern bauen zu lassen. Verwirklicht wurden in neuer Aufrichtung nur die sogenannte Liebfrauenorgel auf der Empore des südlichen Querhauses und die Dreifaltigkeitsorgel auf der Westempore. Beide besaßen jeweils zwei Manuale, 31 klingende Register und hatten im Pedal einen Subbaß 32′.
Erst Abt Anselm II. (Amtszeit 1746–1778) griff das vier Orgeln umfassende Projekt wieder auf und ließ „seine“ Kirche mit vier neuen Orgeln ausstatten. Beauftragt wurde damit der schwäbische, aber in Dijon ansässige „königliche Orgelmacher“ Karl Joseph Riepp. Sie entstanden in den Jahren 1766 bis 1774, umfassten insgesamt 13 Klaviaturen und waren aus 12 Werken mit 7223 Pfeifen zusammengesetzt. In ihrer verschiedenartigen klanglichen Individualität und Charakteristik – z. B.
- Liebfrauenorgel, weich und brillant
- Dreifaltigkeitsorgel, stark

standen zumindest die drei großen im Einklang und doch im bewussten Unterschied. Abgestimmt waren sie auf das außergewöhnliche Geläut der Glocken im Vierungsturm, der 1807/1808 abgetragen wurde. Die südliche Empore des Querhauses trug die Liebfrauen- und die nördliche die Tabernakelorgel (für letztere übernahm die Wasserkraft eines unterirdisch umgeleiteten Baches die Funktion des Kalkanten). Im prächtigen Orgelgehäuse über dem Westportal war das Werk der Dreifaltigkeitsorgel eingebaut, und unsichtbar hinter dem Chorgestühl verborgen jenes der Orgue Ordinaire. In eigens komponierten Orchestermessen wurden die Orgeln gleichzeitig bespielt.
Durch die Folgen der Säkularisation wurde mit dem Verkauf der beiden Querhausorgeln die bedeutendste sowie auch interessanteste Leistung der Orgelbaukunst in Süddeutschland zerstört. Die bis 1900 noch vorhandene intakte Dreifaltigkeitsorgel über der Westempore wurde 1901 durch ein pneumatisches Werk aus der Überlinger Orgelbauwerkstatt Wilhelm Schwarz & Sohn ersetzt. Die typische Disposition dieser Zeit umschließt das erhaltene klassizistische Gehäuse aus der Werkstatt von Johann Georg Dirr, wobei der Prospekt noch Riepps Handschrift und die teilweise von ihm mitverwendeten Pfeifen des Johann Christoph Egedacher der Vorgängerorgel zeigt. Sie hat folgende Disposition:
| I Hauptwerk C–f3 |       |
| Principal        | 16′   |
| Principal        | 8′    |
| Doppelflöte      | 8′    |
| Doppelgedeckt    | 8′    |
| Gemshorn         | 8′    |
| Gamba            | 8′    |
| Salicional       | 8′    |
| Octave           | 4′    |
| Rohrflöte        | 4′    |
| Octave           | 2′    |
| Cornett IV–V     | 8′    |
| Mixtur IV–V      | 2 ⁄3′ |
| Trompete         | 8′    |

| II. Manual C–f3 |       |
| Bourdon         | 16′   |
| Flauto amabile  | 8′    |
| Dolce           | 8′    |
| Quinte          | 2 ⁄3′ |
| Nachthorn       | 2′    |
| Oboe            | 8′    |
| Im Rückpositiv  |       |
| Geigenprincipal | 8′    |
| Octave          | 4′    |
| Traversflöte    | 4′    |
| Mixtur IV       |       |

| III Schwellwerk C–f3 |    |
| Concertflöte         | 8′ |
| Zartgedeckt          | 8′ |
| Echo Gamba           | 8′ |
| Aeoline              | 8′ |
| Voix céleste         | 8′ |
| Violine              | 4′ |
| Clarinette           | 8′ |

| Pedal C–d1    |         |
| Principalbass | 16′     |
| Subbass       | 16′     |
| Violon        | 16′     |
| Harmonikabass | 16′     |
| Quintbass     | 10 2⁄3′ |
| Octavbass     | 8′      |
| Cello         | 8′      |
| Posaune       | 16′     |

- Koppeln: II/I, III/I, III/II, I/P, II/P, III/P, Sub I, Super I, Sub II/I
- Spielhilfen: Feste Kombinationen (Piano, Mezzoforte, Forte, Tutti), Crescendowalze

An die beiden verkauften Orgeln erinnern heute in Salem nur noch die hölzernen Emporen im Querschiff, deren Unterseiten um 1765 von Andreas Brugger mit biblischen Motiven bemalt wurden. Die Orgelgehäuse sind in der Stadtkirche Winterthur und St. Stephan Konstanz weitgehend erhalten. Das verloren geglaubte Rückpositiv der Liebfrauenorgel mit seinem geschnitzten Dekor von Joseph Anton Feuchtmayer bildet heute den Mittelteil der Orgel in Charmey/Schweiz. Deren Prospektpfeifen tragen die Inschriften von Riepp und seinem Gesellen Louis Weber aus dem Jahr 1768.

### Glocken
Vor der Säkularisation war das Geläute das größte und eindrucksvollste des gesamten Barock; es wurde von Zeitgenossen als „Glockenhimmel von Salem“ gerühmt. Die Glockenzier, von Joseph Anton Feuchtmayer entworfen, ist an Virtuosität, an Sensibilität und an künstlerischer Ausdrucksform kaum zu überbieten.
| Glocke | Name                  | Gussjahr | Gießer                        | Durchmesser | Gewicht  | Nominal (16tel) |
| ------ | --------------------- | -------- | ----------------------------- | ----------- | -------- | --------------- |
| 1      | Dreifaltigkeitsglocke | 1754     | Franz Anton Grieshaber        | 1750 mm0    | 3232 kg0 | a0 −7           |
| 2      | Angelusglocke         | 1754     | Franz Anton Grieshaber        | 1130 mm0    | 877 kg   | e1 −2           |
| 3      | Johannesglocke        | 1758     | Johann Georg Scheichel        | 870 mm      | 408 kg   | a1 +2           |
| 4      | Anselmusglocke        | 1757     | Grieshaber oder Scheichel (?) | 655 mm      | 160 kg   | cis2 +1         |
| 5      |                       | 1954     | Friedrich Wilhelm Schilling   | 570 mm      | 100 kg   | e2 +3           |
| 6      |                       | 2010     | Bruder Michael Reuter OSB     |             |          | fis2            |
| 7      | Katharinaglocke       | 1756     | Franz Anton Grieshaber        | 430 mm      | 48 kg    | a2 +1           |

Aufgrund der Säkularisation wurden folgende Glocken vom übrigen Geläut getrennt an verschiedene Kirchengemeinden verkauft:
| Name             | Gussjahr | Gießer           | Durchmesser | Gewicht    | Nominal (16tel) | Neuer Hängeort                       |
| ---------------- | -------- | ---------------- | ----------- | ---------- | --------------- | ------------------------------------ |
| Herrgottglocke   | 1756     | F. A. Grieshaber | 2180 mm0    | ≈ 5500 kg0 | fis0 −1         | Reformierte Kirche Herisau (Schweiz) |
| Liebfrauenglocke | 1757     | F. A. Grieshaber | 1342 mm0    | 1493 kg0   | d1 −3           | St. Verena (Wollerau), Schweiz       |
| Stephansglocke   | 1756     | F. A. Grieshaber | 1085 mm0    | 794 kg     | f1 −1           | St. Verena (Wollerau), Schweiz       |
| Theresienglocke  | 1758     | J. G. Scheichel  | 860 mm      | ≈ 400 kg   | a1 −1           | Riedböhringen                        |
| Benediktglocke   | 1754     | J. G. Scheichel  | 730 mm      | ≈ 200 kg   | c2 ±0           | Mühlingen                            |

### Epitaphe
Die Grabplatten im Münster dokumentieren, dass die meisten Äbte des Klosters hier bestattet wurden – mit Ausnahme derjenigen, die vor ihrem Tod das Kloster verließen. Bei einigen Gräbern, etwa denen des Stifters Guntram von Adelsreute († 1138?) und des ersten Salemer Abtes Frowin († 1165) sind Zweifel angebracht: Zum einen stand zu ihrer Todeszeit noch keine der Klosterkirchen; zum anderen wurden erst im 18. Jahrhundert bei Umbauarbeiten Skelette exhumiert und unter diesen Namen bestattet.
Hier liegt – angeblich – auch der Salzburger Erzbischof Eberhard II. († 1246). Weiter ruhen hier Hugo I. von Werdenberg († 1280) und die Herren von Bodman, Gremlich und Jungingen, die sich als Stifter um die Wirtschaftslage des Klosters verdient gemacht hatten; die letzten Gräber dieser Adelsfamilien stammen allerdings aus dem frühen 17. Jahrhundert. Seit dem frühen 15. Jahrhundert wurden im Münster auch verdiente nichtadelige Laien wie der Baumeister Michael von Safoy bestattet.

## Säkularisierung 1804, Restaurierungen bis 2002

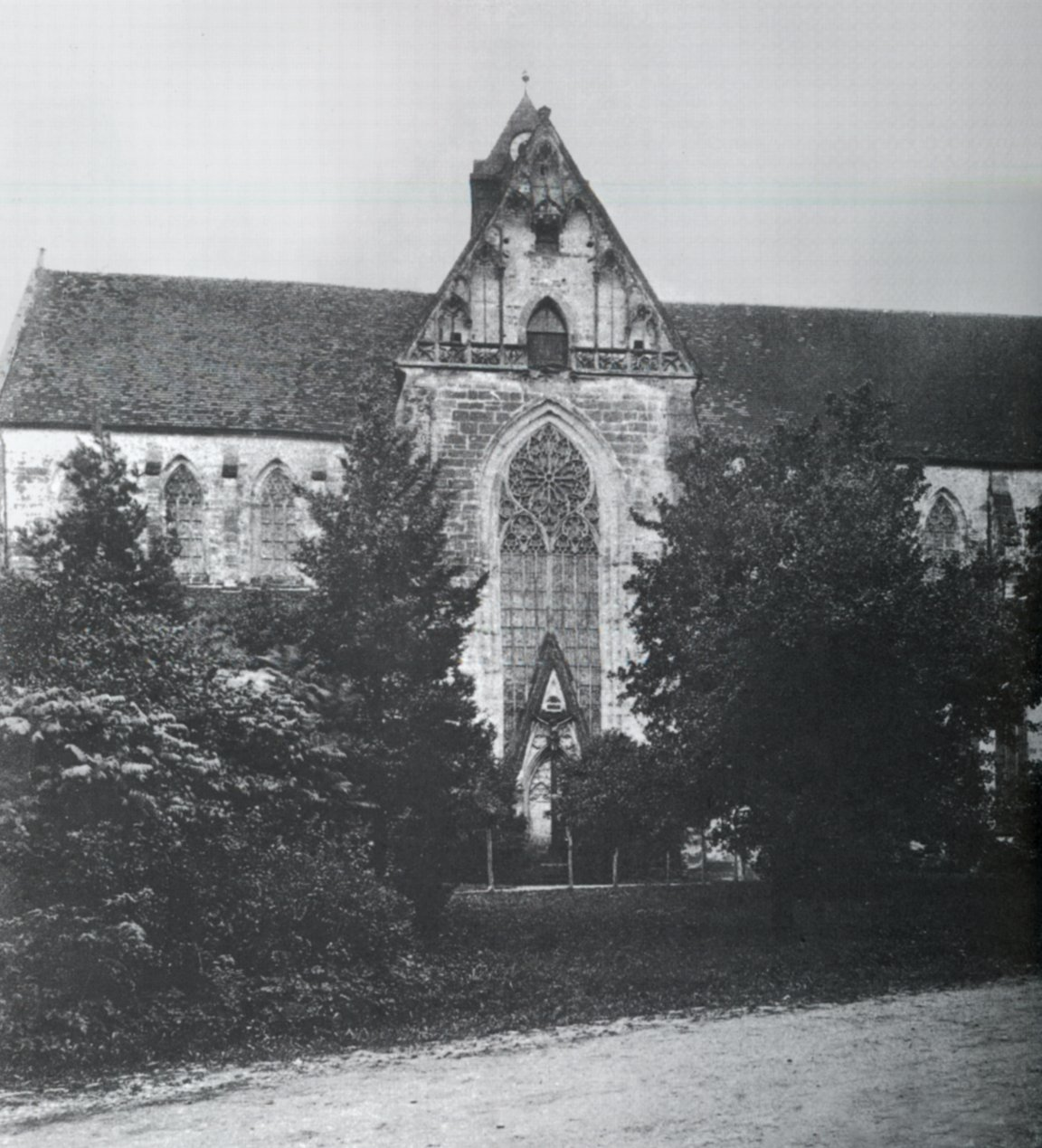
Die Nordfassade vor der Restauration, fotografiert um 1885 von German Wolf

Im Jahr 1804 wurde das Kloster säkularisiert. Das Münster und die Klostergebäude gingen in den Besitz der Markgrafschaft Baden über. Da das Münster als katholische Pfarrkirche weiter genutzt werden sollte, musste zumindest die Benutzbarkeit des Innenraums gesichert werden. Der inzwischen baufällige Holzturm wurde 1807 abgerissen und der heute noch bestehende gedrungene Dachreiter mit Zeltdach nach Entwürfen von Wilhelm Kleinheinz errichtet. Trotz der Begeisterung des 19. Jahrhunderts für die als besonders „deutsch“ empfundene Gotik gab es in Salem zunächst kaum Interesse an der Reparatur der Bauwerke über das Notwendigste hinaus.
Erst nach dem Regierungswechsel in Baden 1853 gab es ernsthafte Bemühungen, die baufällige Klosterkirche als Baudenkmal zu erhalten. In einem Schreiben des Bauinspektors Beyer heißt es 1864, die Mauersteine seien

„theilweise so morsch, daß man sie mit dem Finger abkratzen kan, an sehr feuchten Stellen sind die Steine sogar gefault u. ausgefallen (…) Die Kirche in Salem gehört zu den schönsten kirchlichen Baudenkmalen unseres Landes, es wäre daher zu wünschen, daß dieses Gebäude durch Unterlassung dieser nöthigen Reparaturen nicht noch mehr Schaden leiden würde.“

In den Jahren 1883–1892 wurde das Münster umfassend restauriert; dabei wurde vor allem am West- und Südgiebel ein erheblicher Teil des Steinmaterials ausgetauscht und durch neuen Rorschacher Sandstein ersetzt, der sich durch seine etwas dunklere Färbung vom originalen Mauerwerk abhebt. Obwohl der Restaurator Franz Baer vorbildlich bemüht war, die historische Gestalt des Münsters zu erhalten, gingen doch einige originale Bauteile verloren: West- und Südgiebel wurden schlichter gestaltet; die fast zerstörten Masken an den Giebelkonsolen wurden durch zeitgenössische Neuschöpfungen ersetzt. Weitere „Verbesserungen“ wie der geplante Dachreiter in neugotischem Stil unterblieben.
Unter Leitung des Landesdenkmalamts Baden-Württemberg begann 1997 eine erneute Bestandssicherung, die 2002 abgeschlossen wurde. Eine umfangreiche Sanierung des Innenraums steht noch aus. Ein wichtiges Ergebnis der Maßnahmen war vor allem eine detaillierte Dokumentation des Baubestands, die weitere Forschungen und Instandsetzungsmaßnahmen befördern wird.

## Nutzung

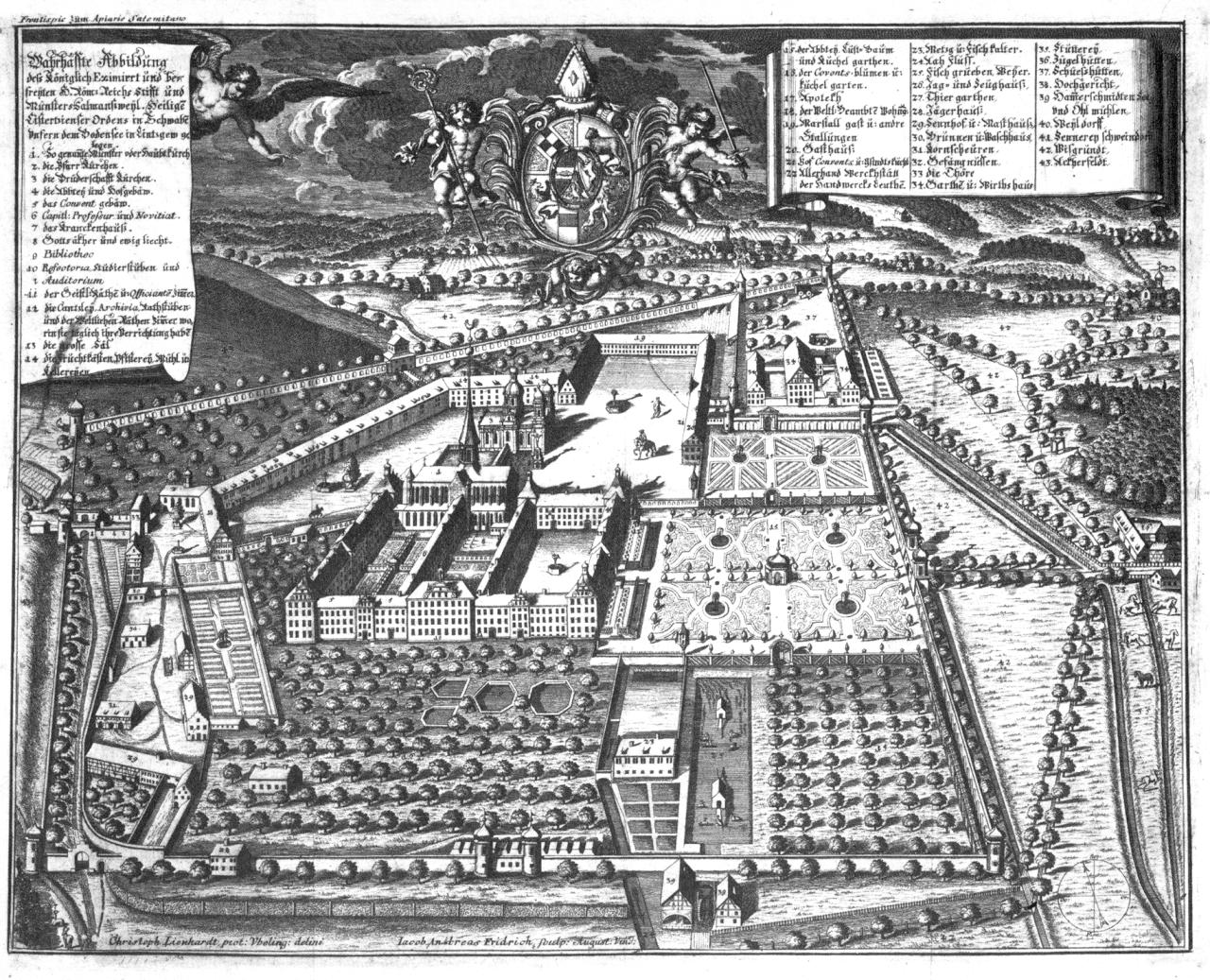
Das Kloster Salem im Entwurf des Architekten Franz Beer um 1700

Das Münster war Klosterkirche der Reichsabtei Salem bis zu deren Schließung im Jahr 1804. Das Kloster schließt im Süden durch das Bernhardsportal an den Bernardusgang an, der den Abteitrakt mit der Kirche verbindet. Durch diesen mit prächtigen Stuckornamenten verzierten Gang zogen die Mönche sieben Mal täglich zum Gottesdienst in die Kirche. Das nördliche Querhaus diente in der Frühzeit des Klosters als separater Gebetsraum für hochrangige Gäste.
Im 17. Jahrhundert wurde die Kirche auch Laien geöffnet, wobei es für die Mitglieder der Pfarrgemeinde Salem (oder Salmannsweiler) auf dem nördlichen Klostergelände zusätzlich eine (heute nicht mehr existente) Pfarrkirche gab. Die Laien waren von den Mönchen durch einen hölzernen Lettner getrennt. Ab 1765 stand zusätzlich der Hochaltar zwischen dem Chor, wo der Konvent saß, und dem Laienraum, so dass sie noch strenger voneinander abgetrennt waren.
Nördlich des Münsters lag der Friedhof für die Mönche und Laienbrüder. Die Äbte wurden, sofern sie ihr Amt bis zu ihrem Tod ausübten, im Münster bestattet. Daneben gab es im nahen Stefansfeld einen Friedhof für die Bürger der umliegenden Ortschaften. Die dortige Stefansfeld-Kapelle wurde erbaut von Franz Beer, dem Baumeister des barocken Klosterbaus.
Seit 1808 dient das Münster der Katholischen Pfarrgemeinde von Salem als Gotteshaus. Aus dieser Zeit stammen Kanzel und Taufstein, die von den Mönchen nicht benötigt worden waren.
Das Münster wie das umgebende Kloster war nach der Säkularisation im Privatbesitz der Markgrafen von Baden. 2009 erwarb das Land Baden-Württemberg die Anlage. Den Besuchern der Kloster und Schloss Salem genannten ehemaligen Klosteranlage ist das Münster im Rahmen von Führungen gegen Gebühr zugänglich. Außerdem wird es für sonntägliche Gottesdienste der katholischen Pfarrgemeinde und für Konzerte genutzt.

## Tonträger
- Kurt Kramer: Das Salemer Münster. Der Glockenhimmel von Salem. Theiss, Stuttgart 2002 (CD).